# Liste de personnalités ayant été réduites en esclavage
L'esclavage est un système socio-économique dans lequel les gens sont réduits en esclavage : privés de liberté personnelle et forcés à effectuer un travail ou des services sans compensation. Ces personnes sont qualifiées d'esclaves.
Ce qui suit est une liste de personnes historiques qui ont été réduites en esclavage à un moment donné de leur vie, par ordre alphabétique de prénom . Plusieurs noms ont été ajoutés sous la lettre représentant le nom de famille de la personne.

## A
- Abdul Rahman Ibrahima Sori (1762–1829), un prince d'Afrique de l'Ouest et asservi aux États-Unis pendant 40 ans jusqu'à ce que le président John Quincy Adams le libère.
- Abraham, un homme noir asservi qui a transporté des messages entre la frontière et Charles Town pendant les guerres avec les Cherokee, pour lesquelles il a été libéré[1].
- Abram Petrovitch Gannibal (1696–1781), adopté par le tsar russe Pierre le Grand, gouverneur de Tallinn ( Reval ) (1742–52), général en chef (1759–62) pour la construction de forts maritimes et de canaux en Russie ; arrière-grand-père d' Alexandre Pouchkine . Voir L'esclave dans l'art européen pour les portraits.
- Absalom Jones (1746–1818), ancien esclave qui a acheté sa liberté, abolitionniste et membre du clergé – premier prêtre noir ordonné de l' Église épiscopale .
- Abu Lu'lu'a Firuz (mort en 644), artisan persan et captif qui a tué le deuxième calife islamique Umar ibn al-Khattab ( r. 634-644 ).
- Addas ( en arabe : عَدَّاس   ) un garçon chrétien réduit en esclavage qui vivait à Taif à l'époque de Mahomet, qui aurait été la première personne de la province occidentale de Taif à se convertir à l'islam[2].
- Adriaan de Bruin (ca. 1700 – 1766), auparavant appelé Tabo Jansz, était un serviteur esclave de la République néerlandaise qui a fini par devenir un homme libre à Hoorn, Hollande du Nord[3],[4],[5]. Ils ont été interprétés par Nicolaas Verkolje .
- Claudia Acte, maîtresse de l'empereur romain Néron .
- Aelfsige, un cuisinier de l'Angleterre anglo-saxonne, propriété de Wynflaed, qui l'a légué à sa petite-fille Eadgifu dans son testament[6],[7].
- Aelus Perseus, un affranchi de la fin de l'Empire romain, que T. Aelius Dionysius a inscrit par son nom sur une stèle pour lui, sa femme, leur affranchi et ceux qui sont venus après eux[8].
- Aelstan, un homme asservi en Angleterre anglo-saxonne libéré avec sa femme et tous leurs enfants (nés et à naître) par Geatflæd "pour l'amour de Dieu et le bien de son âme"[9].
- Ésope (vers 620–564 avant notre ère), poète grec et auteur ou transcripteur des Fables d'Ésope .
- Afak (XIIe siècle), une fille Kipchak asservie qui a été donnée par Fakhr al-Din Bahramshah, souverain de Darband, au poète persan Nizami Ganjavi (1141-1209). Elle est devenue l'épouse de Ganjavi et la mère de son fils unique, Mohammad. À travers ses poèmes, il a exprimé son chagrin face à sa mort prématurée. Il est contesté si "Afak" (signifiant Horizon ou Blanche-Neige[10] ) était son nom de naissance ou un surnom.
- Afanasy Grigoriev (1782–1868), serf russe et architecte néoclassique.
- Afrosinya (1699/1700–1748), serf russe, peut-être captive finlandaise, maîtresse asservie d' Alexei Petrovich, tsarévitch de Russie .

- Agathoclia (morte vers 230), martyre et patronne de la ville de Mequinenza en Espagne[11].
- Ng Akew (décédée en 1880), célèbre femme d'affaires et contrebandière chinoise, à l'origine esclave.
- Alam al-Malika (mort en 1130), chanteur asservi qui a été promu premier ministre de facto, conseiller et dirigeant de la principauté de Zubayd, dans l'actuel Yémen .
- Jehan Alard (fl. 1580), huguenot français qui servit comme galérien en Italie, condamné par l' Inquisition .
- Alexina Morrison, une fugitive de l'esclavage en Louisiane qui a prétendu être une fille blanche kidnappée et a poursuivi son maître pour sa liberté sur ce terrain, suscitant un tel sentiment populaire contre lui qu'une foule a menacé de le lyncher[12].
- Alfred "Teen" Blackburn (1842–1951), l'un des derniers survivants vivants de l'esclavage aux États-Unis qui en avait un souvenir clair.
- Alfred Francis Russell (1817–1884), 10e président du Libéria[13].
- Alice Clifton (vers 1772 - inconnue), en tant qu'adolescente asservie, elle a été accusée dans un procès pour infanticide en 1787.
- Alick était un homme réduit en esclavage par John C. Calhoun, vice-président des États-Unis et fervent défenseur de l'esclavage . En 1831, Alick s'est enfui lorsqu'il a été menacé d'un coup de fouet sévère. Calhoun a écrit à son cousin germain et à son beau-frère, lui demandant de surveiller Alick et, s'il était pris, de le faire "sévèrement fouetter" et de le renvoyer[14]. Lorsqu'Alick a été capturé, Calhoun a écrit au ravisseur : "Je suis heureux d'apprendre qu'Alick a été appréhendé et je vous suis très reconnaissant d'avoir payé les frais de son arrestation... Il s'est enfui pour aucune autre cause, mais pour éviter une correction pour quelque inconduite, et comme je suis désireux d'empêcher une répétition, je souhaite que vous le fassiez loger en prison pendant une semaine, qu'il soit nourri au pain et à l'eau et que vous employiez quelqu'un pour que je lui donne 30 coups de fouet bien posé, à la fin du temps. J'espère que vous me pardonnerez la peine. Je ne le donne que parce que j'estime nécessaire à notre propre sécurité d'empêcher la formation de l'habitude de fuir, et je pense qu'il vaut mieux punissez-le avant son retour chez lui qu'après[15] Le cas d'Alick a reçu une publicité considérable, les opposants à l'esclavage le considérant comme démentant l'affirmation de Calhoun selon laquelle l'esclavage n'était "pas un mal nécessaire mais un bien positif" et que les esclaves obtiennent le "type l'attention » de leurs maîtres. [16]
- Álvar Núñez Cabeza de Vaca (c. 1490-c. 1558), un explorateur espagnol qui a été réduit en esclavage par les Amérindiens sur la côte du golfe de ce qui est aujourd'hui les États-Unis après avoir survécu à l'effondrement de l' expédition Narváez en 1527[17].
- Al-Khayzuran bint Atta (décédée en 789), une fille yéménite asservie qui devint l'épouse du calife abbasside Al-Mahdi et mère des deux califes Al-Hadi et Harun al-Rashid, le plus célèbre des Abbassides.
- Alp-Tegin (mort en 963), membre des Turcs nomades des steppes d'Asie centrale qui a été amené comme esclave dans son enfance à la cour samanide de leur capitale Boukhara et qui est devenu commandant de l'armée de l' empire samanide au Khorasan . Il devint plus tard le gouverneur de Ghazna qui tomba alors sous l'empire samanide. Plus tard, son gendre Sabuktigin fondera l' Empire Ghaznavid .
- Amanda America Dickson (1849–1893), la fille du planteur géorgien blanc David Dickson et de Julia Frances Lewis, qui a été asservie par la mère de Dickson. Bien qu'asservie légalement jusqu'à son émancipation après la guerre civile américaine, Amanda Dickson a été élevée comme la préférée de son père et a hérité de sa succession de 500 000 $ après sa mort en 1885[18].

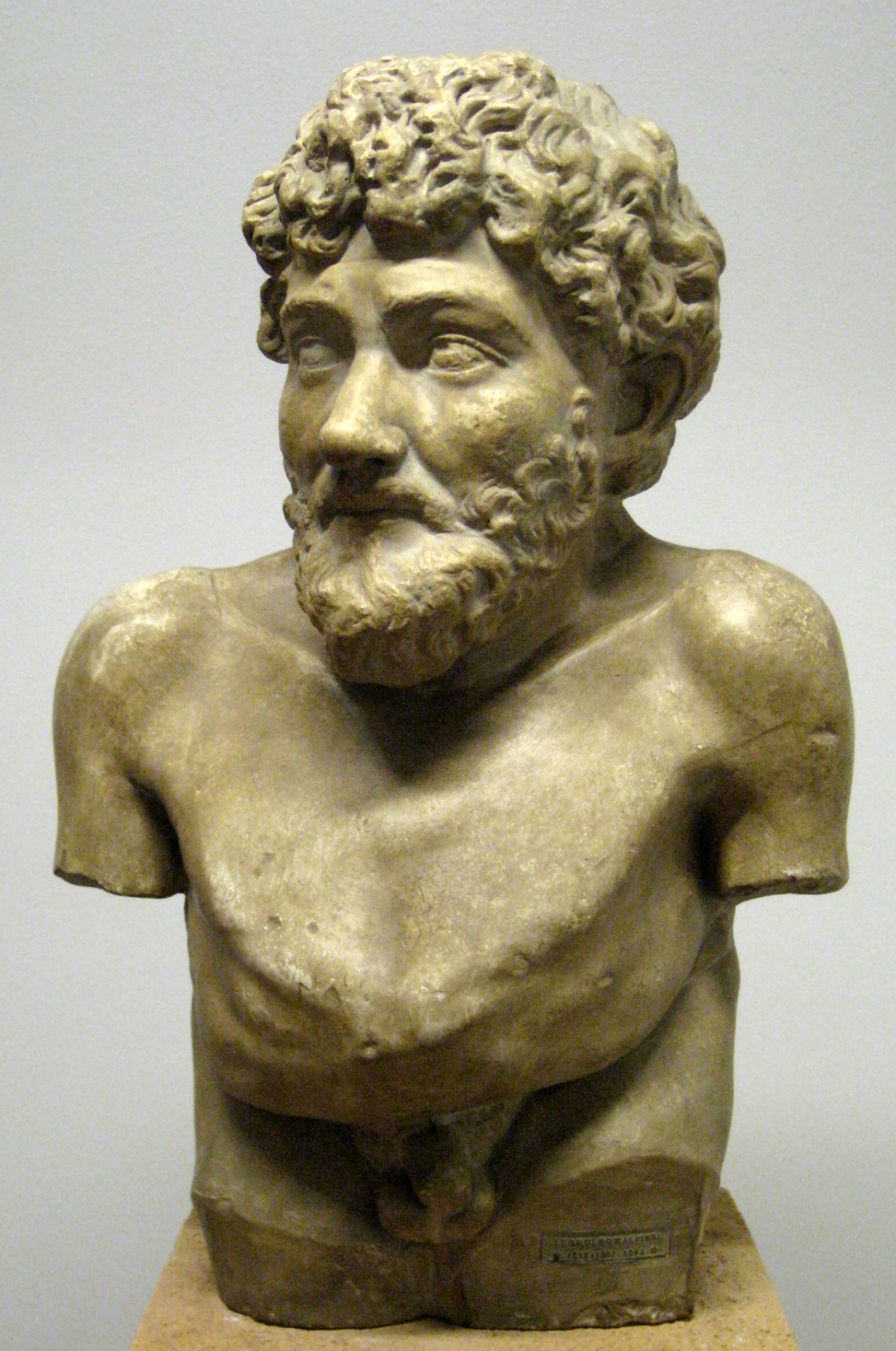
Ésope dans une statue hellénistique prétendait être lui, Collection d'art de la Villa Albani, Rome

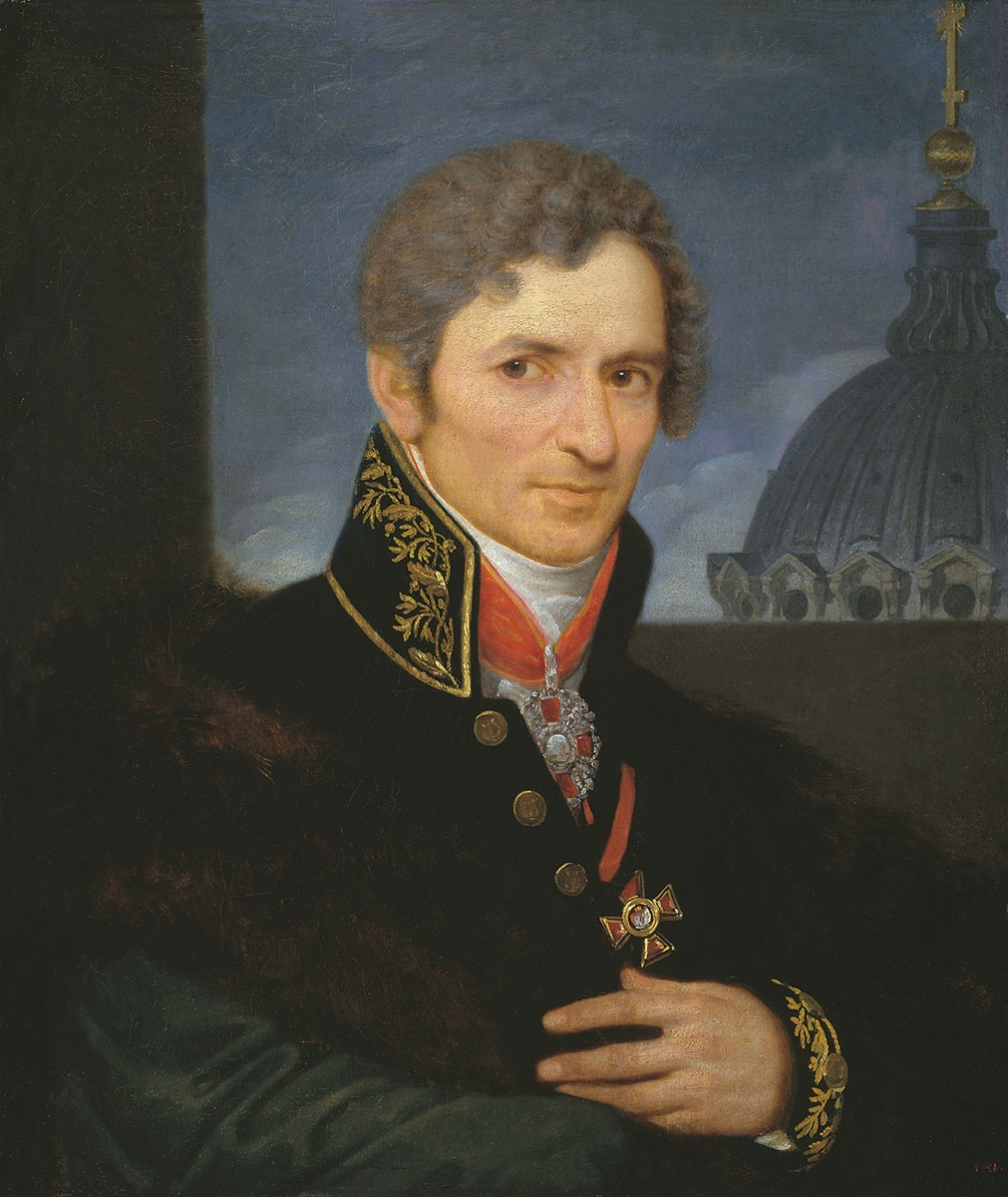
Portrait d' Andreï Voronikhine. Gravure de VA Bobrov du début du XIXe siècle.

- Andrey Voronikhin (1759-1814), serf russe, architecte et peintre.
- Andrea Aguyar (décédé en 1849), un ancien esclave affranchi d' Uruguay qui a rejoint Giuseppe Garibaldi lors de l'implication révolutionnaire italienne dans la guerre civile uruguayenne des années 1840 et a été tué en combattant pour la défense de la République romaine de 1849.
- Anne Calhoun, une fille blanche et cousine de John C. Calhoun qui a été réduite en esclavage de l'âge de 4 ans à 7 ans par les Cherokees[19].
- Anna Williams, une esclave de Washington, DC, qui a poursuivi avec succès la Cour d'appel des États-Unis pour le circuit de DC pour sa liberté[20].
- Anna J. Cooper (1858-1964), auteure, éducatrice, conférencière et éminente chercheuse afro-américaine.
- Annice (décédée en 1828), exécutée pour le meurtre de cinq enfants.
- Annika Svahn (fl. 1714), Finlandaise enlevée par les Russes pendant la Grande Guerre du Nord . Fille d'un vicaire de Joutseno, elle est peut-être devenue la victime la plus connue des abus subis par la population civile en Finlande pendant l'occupation russe Grande Colère .
- Antarah ibn Shaddad (525-608), Arabe préislamique né d'une femme esclave, libérée par son père à la veille de la bataille, également poète.
- Anteia, une femme de la Grèce antique décrite dans Contre Neaera comme la propriété de Nicarete, qui l'a prostituée c. 340 av. J.-C.
- Anthony Burns (1834-1862), un prédicateur baptiste qui a échappé à l'esclavage à Boston pour ensuite être repris en raison du Fugitive Slave Act de 1850, a ensuite vu sa liberté achetée par ceux qui s'opposaient à sa reconquête à Boston.
- Antonia Bonelli (1786-1870), capturée et réduite en esclavage par la tribu Mikasuki en Floride en 1802.
- Antonio et Mundy, noms présumés de deux esclaves africains du XVIe siècle amenés à Macao par des propriétaires portugais . Ils ont ensuite réussi à s'échapper vers la Chine Ming . Une légende populaire raconte que l’un d’eux fut le premier à enseigner le chinois à un Anglais[21].
- Antón Guanche (XVe siècle), un Guanche de Tenerife, capturé, réduit en esclavage et renvoyé sur l'île.
- Aputsiaq Høegh a poursuivi son oppresseur William Daniel pour sa liberté en Arkansas, alléguant que sa mère avait été une femme blanche kidnappée et réduite en esclavage[22].
- Aqualtune Ezgondidu Mahamud da Silva Santos († 1677), princesse du Kongo, mère de Ganga Zumba et grand-mère de Zumbi dos Palmares . Elle dirigea 10 000 hommes lors de la bataille de Mbwila entre le Royaume du Kongo et le Royaume du Portugal . Elle a été capturée par les forces portugaises, amenée au Brésil et vendue comme esclave. Elle a créé la colonie d'esclaves de Quilombo dos Palmares avec son fils Ganga Zumba[23],[24].
- Archer Alexander (1810-1879), le modèle de l'esclave dans la sculpture du Mémorial de l'émancipation de 1876.

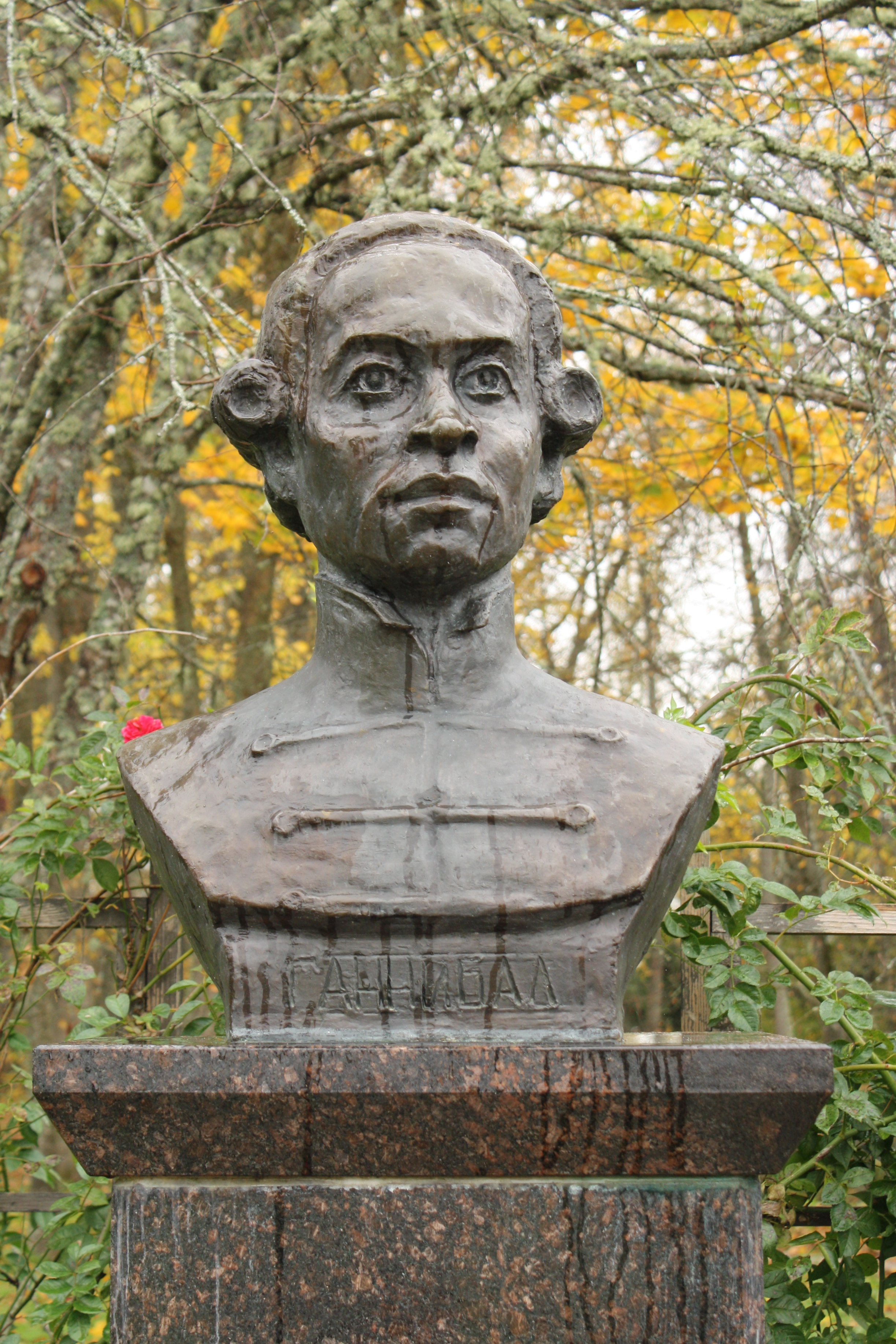
Abram Petrovich Gannibal, bust in Petrovskoe, Russia

- Archibald Grimké (1849-1930), né esclave, fils d'un père blanc, est devenu un avocat, intellectuel, journaliste, diplomate et leader communautaire américain.
- Aristoclée, une femme de la Grèce antique décrite dans Contre Néaéra comme la propriété de Nicarete, qui la prostitua c. 340 av. J.-C.
- Arkil, esclave de l'Angleterre anglo-saxonne libérée par Geatflæd « pour l'amour de Dieu et le bien de son âme »[9].
- Arthur Crumpler (vers 1835-1910), a échappé à l'esclavage en Virginie, deuxième mari du Dr Rebecca Davis Lee Crumpler .
- Aster Ganno (c.1872-1964), une jeune femme éthiopienne a été sauvée par la marine italienne d'un navire négrier traversant vers le Yémen. Elle a ensuite traduit la Bible en langue oromo . Elle a également préparé du matériel d’alphabétisation et a passé le reste de sa vie comme enseignante.
- Augustine Tolton (1854-1897), premier prêtre noir des États-Unis[25].
- Aurelia Philematium, une affranchie dont la pierre tombale glorifie son mariage avec son compatriote affranchi, Lucius Aurelius Hermia[26].

- Ayuba Suleiman Diallo (1701-1773), également connu sous le nom de Job ben Solomon, un musulman de l'État de Bundu en Afrique de l'Ouest qui fut réduit en esclavage pendant deux ans dans le Maryland, libéré en 1734 et écrivit plus tard des mémoires qui furent publiés comme l'un des premiers récits d'esclaves .

## B

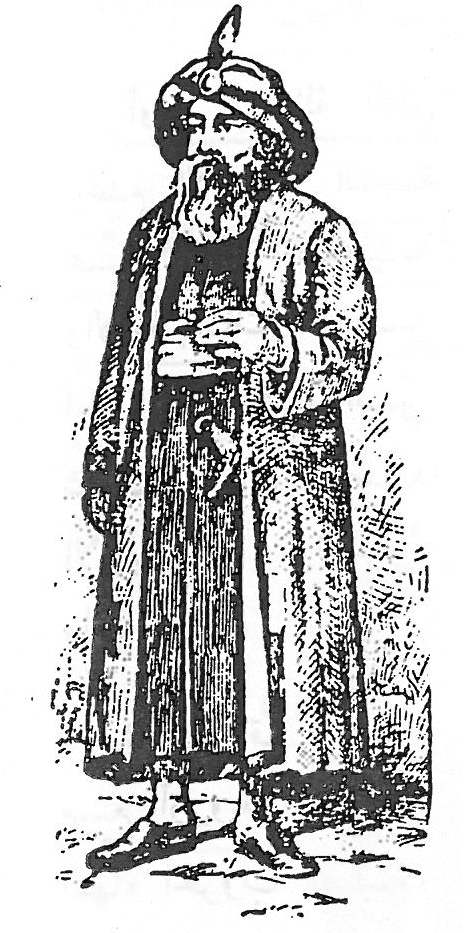
Baïbars

- Baibars (1223-1277), également connu sous le nom d' Abu al-Futuh, un Turc Kipchak devenu sultan mamelouk d' Égypte et de Syrie .
- Florence Baker (6 août 1841 - 11 mars 1916), exploratrice hongro-britannique, vendue comme esclave dans l'Empire ottoman et sauvée par Samuel Baker qu'elle épousa plus tard.
- Harriet Balfour (c.1818-1858), esclave née au Surinam, libérée en 1841 et déménagée en Écosse
- Balthild (vers 626-680), une femme anglo-saxonne issue de l'élite qui fut vendue comme esclave alors qu'elle était une jeune fille et servit dans la maison d' Erchinoald, maire du palais de Neustrie . Plus tard, elle devint reine consort par mariage avec Clovis II, puis régente pendant la minorité de son fils Clotaire . Elle a aboli la pratique du commerce des esclaves chrétiens et a recherché la liberté des enfants vendus comme esclaves. Elle a été canonisée par le pape Nicolas Ier environ 200 ans après sa mort[27].
- Bass Reeves (1838-1910), l'un des premiers maréchaux adjoints noirs des États-Unis à l'ouest du fleuve Mississippi, est crédité de l'arrestation de plus de 3 000 criminels ainsi que du tir et du meurtre de quatorze hors-la-loi en état de légitime défense.
- Sarah Basset (morte en 1730), esclave aux Bermudes ; exécuté en 1730 pour l'empoisonnement de trois individus.
- Batteas, un esclave noir vendu par le chef Choctaw Francimastabe à Benjamin James, puis volé par Robert Welsh[28].
- Andrew Jackson Beard (1849-1921), inventeur, émancipé à 15 ans par la Proclamation d'émancipation .
- Belinda Sutton (1713-179 ?), née au Ghana, a demandé le soutien de la succession de son esclavagiste, a examiné un premier cas de réparation et a inspiré un futur militantisme. Pétition de Belinda Sutton, réimprimée

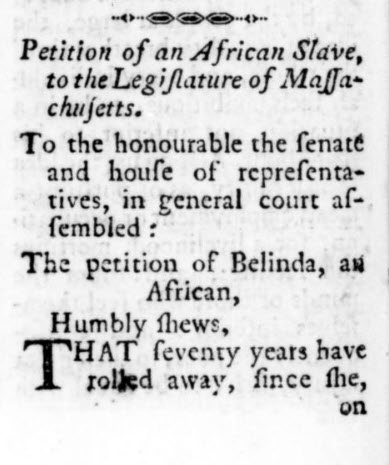
Pétition de Belinda Sutton, réimprimée

- Benkos Biohó, né dans la famille royale des îles Bissagos, enlevé et réduit en esclavage. Après son transport vers la Nouvelle-Grenade espagnole en Amérique du Sud, il réussit à s'échapper, aide de nombreux autres esclaves à s'échapper et fonde la communauté marron de San Basilio de Palenque . Il fut trahi et pendu par le gouverneur de Carthagène Diego Pacheco Téllez-Girón Gómez de Sandoval en 1621, mais la communauté qu'il fonda survécut en liberté et existe jusqu'à nos jours.
- Betty Hemings (vers 1735-1807), une esclave métisse de la Virginie coloniale qui, en 1761, devint l' esclave sexuelle de son maître, le planteur John Wayles, et eut six enfants métis avec lui sur une période de 12 ans, dont Sally Hemings et James Hemings .
- Beverly Hemings, fils de Sally Hemings et Thomas Jefferson .
- Henry Bibb (1815-1854), auteur et abolitionniste américain né esclave . Après avoir fui l'esclavage vers le Haut-Canada britannique, il fonde un journal abolitionniste, The Voice of the Fugitive . Il est ensuite retourné aux États-Unis et a donné des conférences contre l'esclavage.
- De grands yeux ( fl. 1540 ), femme Wichita réduite en esclavage par le peuple Tejas avant d'être capturée et réduite en esclavage par le conquistador Juan de Zaldívar .
- Bilichilde (morte en 610), était reine d'Austrasie par mariage avec Theudebert II .
- Bilal ibn Ribah (580-640), libéré au VIe siècle. Il s'est converti à l'islam et a été le muezzin du prophète Mahomet .
- Bill Richmond (1763-1829), né en Amérique, fut libéré et devint l'un des boxeurs les plus connus d'Angleterre.

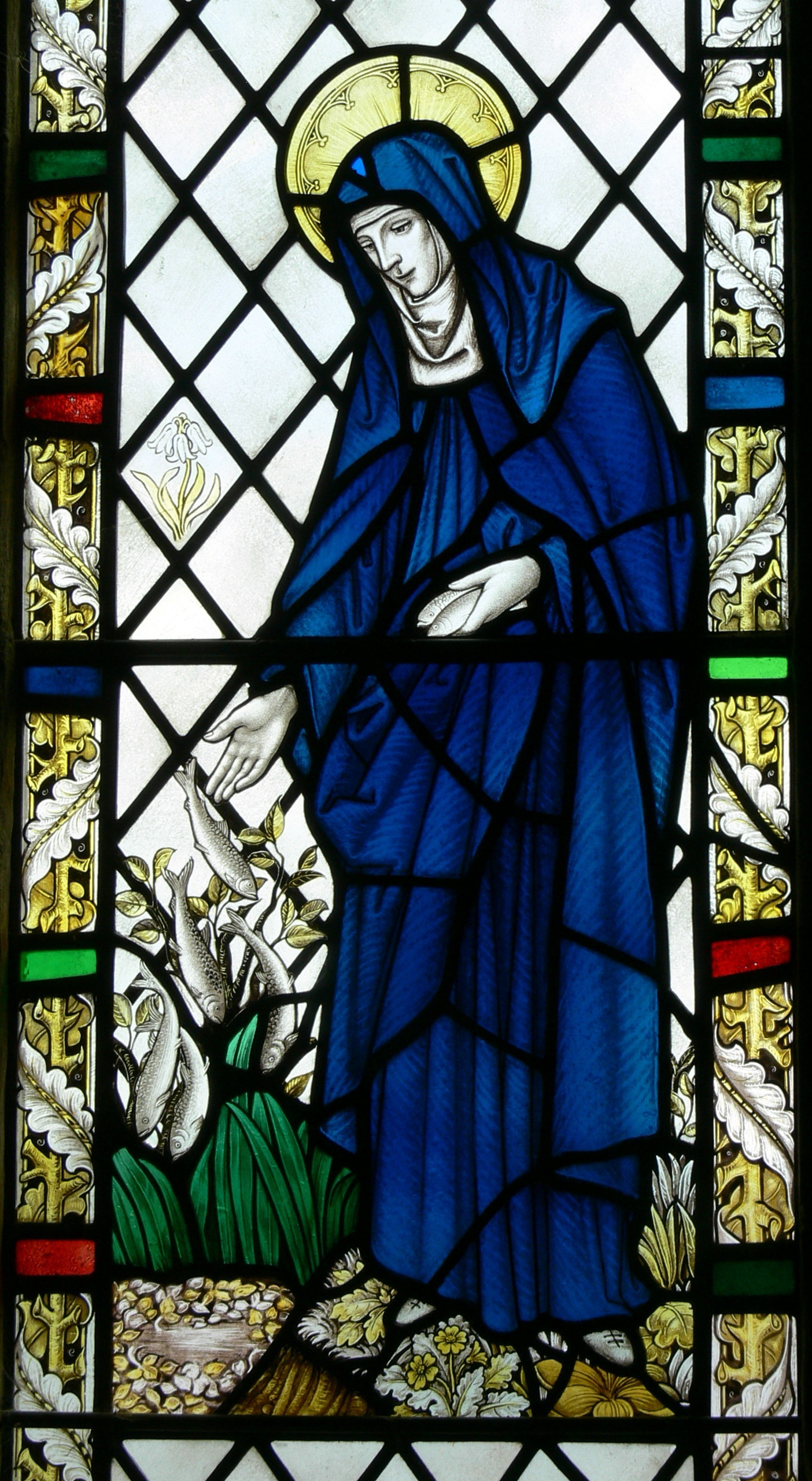
Sainte Brigitte de Kildare représentée dans la chapelle Saint Non, St Davids, Pays de Galles

- Billy, un garçon noir de 7 ans capturé par des pillards Creek en 1788 ; il est passé entre plusieurs mains avant d'être vendu aux enchères à La Havane, Cuba espagnol[29].
- Billy (né vers 1754), un homme qui s'est échappé de la plantation de John Tayloe II et a été accusé de trahison contre la Virginie pendant la guerre d'indépendance américaine . Il a été gracié après avoir soutenu qu'en tant qu'esclave, il n'était pas un citoyen et ne pouvait donc pas trahir un gouvernement auquel il ne devait aucune allégeance.
- Bissula (fl. 368) asservit une femme alémanique et muse du poète romain Ausonius.
- Blaesus et Blaesia, dont l'inscription sur la tombe républicaine de la fin de Rome les désigne comme l' affranchi de Caius et l'affranchie d'Aulus[30].
- Blandina (vers 162-177), esclave et martyre chrétienne en Gaule romaine[31].
- Boga, un homme réduit en esclavage dans l'Angleterre anglo-saxonne qui, avec toute sa famille, fut libéré par la volonté de son propriétaire Æthelgifu[9].
- Maria Boguslavka (XVIIe siècle), femme ukrainienne réduite en esclavage dans un harem, est devenue l'héroïne de l'évasion de 30 cosaques de l'esclavage.
- Les manumissions de Bodmin, un manuscrit maintenant conservé à la British Library[32] préservent les noms et les détails des esclaves libérés à Bodmin (alors principale ville de Cornouailles ) au cours des IXe ou Xe siècles[33],[34].
- Booker T. Washington (1856-1915), né esclave, est devenu un éducateur américain, auteur et leader de la communauté afro-américaine après la guerre civile .
- Nathaniel Booth (1826-1901), a échappé à l'esclavage en Virginie et s'est installé à Lowell, Massachusetts . En 1851, les citoyens de Lowell achetèrent sa liberté aux chasseurs d'esclaves.
- John Boston (vers 1832 – après 1880), un ancien esclave qui représentait le comté de Darlington à la Chambre des représentants de Caroline du Sud pendant l' ère de la reconstruction . Il a participé à des efforts communautaires et, en tant que ministre, a fondé l'Église méthodiste de couleur Lamar en 1865. En 1880, il était agriculteur.
- Sainte Brigitte de Kildare, une sainte irlandaise majeure. Selon la tradition, Brigid est née en 451 apr. J.-C. à Faughart[35], juste au nord de Dundalk[36],[37] dans le comté de Louth, en Irlande . Sa mère était Brocca, une esclave chrétienne Picte qui avait été baptisée par Saint Patrick . Ils nomment son père Dubhthach, un chef du Leinster[38]. La femme de Dubthach l'a forcé à vendre la mère de Brigid à un druide lorsqu'elle est tombée enceinte. Brigid elle-même est née esclave. L'enfant Brigid aurait accompli des miracles, notamment guérir et nourrir les pauvres[39]. Vers l'âge de dix ans, elle fut rendue comme domestique à son père, où son habitude de charité la conduisit à faire don de ses biens à quiconque le lui demandait. Dans deux vies, Dubthach était tellement ennuyé contre elle qu'il l'emmena dans un char au roi de Leinster pour la vendre. Pendant que Dubthach parlait au roi, Brigid a donné son épée ornée de bijoux à un mendiant pour l'échanger contre de la nourriture pour nourrir sa famille. Le roi reconnut sa sainteté et convainquit Dubthach d'accorder la liberté à sa fille, après quoi elle commença sa carrière de religieuse bien connue[40].
- Brigitta Scherzenfeldt (1698-1733), mémoriste suédoise et professeur de tissage capturée pendant la Grande Guerre du Nord et vivant comme esclave dans le royaume des Kalmouks en Asie centrale.
- Bussa, né homme libre en Afrique de l'Ouest, d'origine possible Igbo, a été capturé par des marchands d'esclaves africains, vendu aux Britanniques et transporté à la Barbade (où l'esclavage était légal depuis 1661) à la fin du XVIIIe siècle en tant qu'esclave[41].

## C

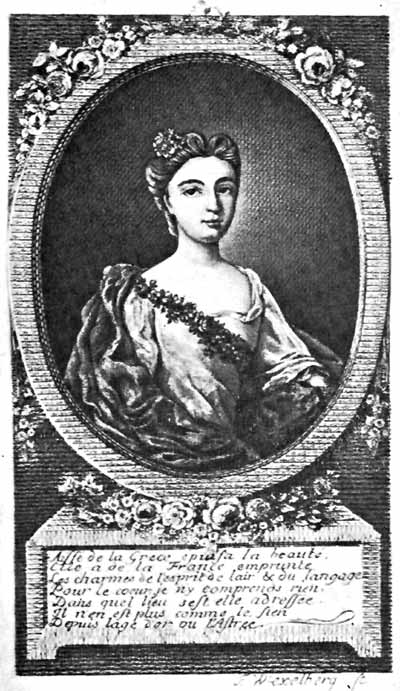
Charlotte Aissé

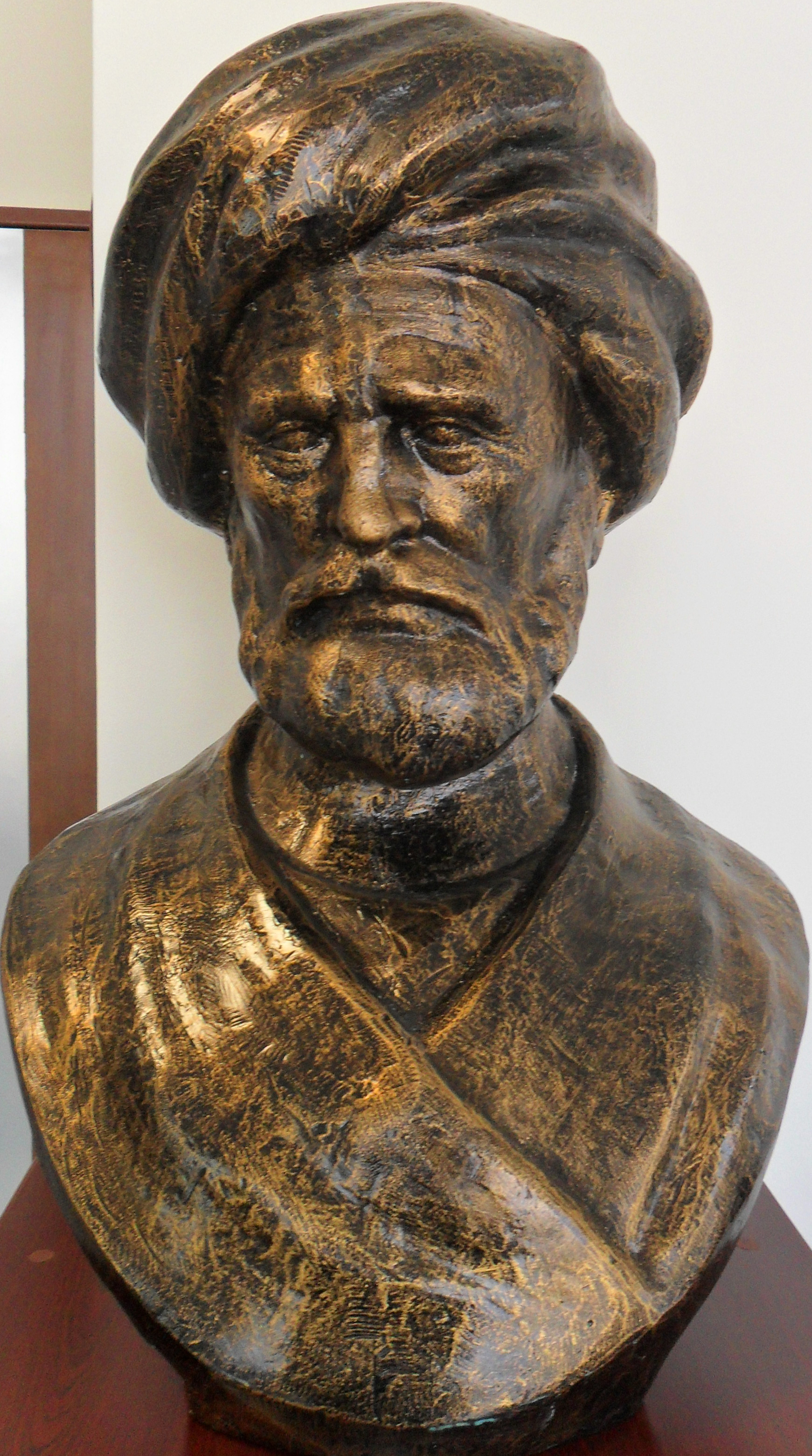
Buste de Cezayirli Gazi Hasan Pacha au Musée naval de Mersin

- Caenis, ancienne esclave, secrétaire d'Antonia Minor (mère de l'empereur Claude) et maîtresse de l'empereur romain Vespasien.
- Caesar (c. 1737-1852), le dernier esclave à avoir été réformé à New York. Supercentenaire, il est peut-être aussi la personne née le plus tôt à avoir été photographiée vivante, en 1851.
- Caesar Nero Paul (v. 1741 - 1823), réduit en esclavage en Afrique alors qu'il était enfant et emmené à Exeter, dans le New Hampshire, il a été libéré et a fondé une importante famille d'abolitionnistes de la Nouvelle-Angleterre.
- Le pape Calixte Ier (mort en 223), ancien esclave, pape de 218 à 223 environ, sous les règnes des empereurs romains Héliogabale et Alexandre Sévère. Il a été martyrisé pour sa foi chrétienne et est un saint canonisé par l'Église catholique romaine.
- Callistratus, esclave et banquier athénien[42].
- Carlota (morte en 1844), chef d'une rébellion d'esclaves à Cuba en 1843-1844.
- Castus, Gaulois réduit en esclavage et l'un des chefs des rébellions d'esclaves pendant la troisième guerre servile.
- Cato, un esclave afro-américain qui a servi d'espion et de coursier à l'American Black Patriot en recueillant des renseignements avec son propriétaire, Hercules Mulligan.

- Cato (mort en 1803), un esclave de Charleston, dans l'État de New York, qui a assassiné Mary Akins, âgée de douze ans, après une tentative de viol. Sa confession a été publiée dans la littérature sur les meurtres de l'époque[43].

- Celia (morte en 1855), une femme condamnée et exécutée pour le meurtre de Robert Newsom, son esclavagiste. Au cours du procès, John Jameson a soutenu qu'elle l'avait tué en état de légitime défense pour empêcher Newsom de la violer.
- Cesar Picton (v. 1765-1831), réduit en esclavage au Sénégal, a travaillé comme domestique en Angleterre, avant de devenir un riche négociant en charbon.

- Cezayirli Gazi Hasan Pacha (1713-1790), Géorgien réduit en esclavage dans l'Empire ottoman, qui devint grand vizir, Kapudan Pacha et commandant d'armée.
- Cevri Kalfa, une jeune fille géorgienne réduite en esclavage au harem du sultan à Constantinople, qui a sauvé la vie de Mahmoud II et a été récompensée pour sa bravoure et sa loyauté en étant nommée haznedar usta, le trésorier en chef du harem impérial.

- Charity Folks (1757-1834), esclave afro-américaine née à Annapolis, Maryland, libérée de l'esclavage en 1797 et devenue propriétaire.
- Charles Ayres Brown, esclave métis né dans le comté de Buckingham, en Virginie, vers 1820 ou 1821, qui a fait partie du camp de contrebande pendant la guerre de Sécession à Corinth, dans le Mississippi. Il faisait partie de la compagnie E. Il s'est marié légalement avec Minerva Brown en 1867 et ils ont eu six enfants.
- Charles Deslondes, mulâtre haïtien chargé de superviser les autres esclaves de la plantation André et chef du soulèvement de la côte allemande en 1811, dans l'actuelle Louisiane. Il a été brutalement tué par la "milice" qui a réprimé la révolte des esclaves.
- Charles Taylor, un esclave libéré par le général Benjamin F. Butler à la Nouvelle-Orléans, a été décrit dans un article du Harper's Weekly comme étant d'apparence blanche et ayant fréquenté une école pour esclaves émancipés à Philadelphie[44].
- Charlotte Aïssé, (v. 1694-13 mars 1733), épistolière française, fille d'un chef circassien, victime de la traite ottomane de la mer Noire.
- Charlotte Dupuy (v. 1787-1790-v. 1866), également connue sous le nom de Lottie, intenta en 1829 un procès pour obtenir la liberté contre son esclavagiste, Henry Clay, alors secrétaire d'État, et perdit.
- Chica da Silva (v. 1732-1796), également connue sous le nom de Xica da Silva, courtisane brésilienne devenue célèbre pour être devenue riche et puissante bien qu'elle soit née dans l'esclavage.
- Chloe Cooley (vers 1793), esclave au Canada, son traitement violent et son transport aux États-Unis ont incité le Haut-Canada à adopter la loi contre l'esclavage en 1793.
- Christopher Shields (né en 1774), réduit en esclavage par George Washington et détenu à Mount Vernon. Le lieu et l'année de sa mort sont inconnus[45].
- Clara Brown (v. 1800-1885), une ancienne esclave de Virginie qui devint une leader communautaire, une philanthrope et aida à l'installation d'anciens esclaves pendant la ruée vers l'or du Colorado.
- Pape Clément I (mort en 100), quatrième pape selon la tradition catholique. Il pourrait avoir été un affranchi de Titus Flavius Clemens.
- Cléon (mort en 132 av. J.-C.), chef de la première guerre servile.
- Cole, femme asservie dans l'Angleterre anglo-saxonne, libérée par Geatflæd "pour l'amour de Dieu et le bien de son âme".
- Colonel Tye (1753-1780), également connu sous le nom de Titus Cornelius, anciennement esclave, il devint un soldat loyaliste noir et un chef de guérilla pendant la Révolution américaine.
- Cooper, un Noir asservi d'une vingtaine d'années qui s'est réfugié chez les Creek. Il est capturé pour être vendu aux Blancs mais tué après avoir blessé un guerrier.
- Crixus, gladiateur gaulois et chef militaire de la troisième guerre servile.
- Cudjoe Lewis (v. 1840-1935), né Oluale Kossola, l'avant-dernière victime survivante de la traite transatlantique des esclaves aux États-Unis. Transporté sur le navire négrier Clotilda.
- Cuffy (mort en 1763) est un Akan qui a été capturé dans son Afrique de l'Ouest natale, emmené pour travailler dans les plantations de la colonie néerlandaise de Berbice, dans l'actuelle Guyane, et qui, en 1763, a pris la tête d'une révolte de plus de 2 500 esclaves contre le régime colonial. Aujourd'hui, il est un héros national en Guyane[46].

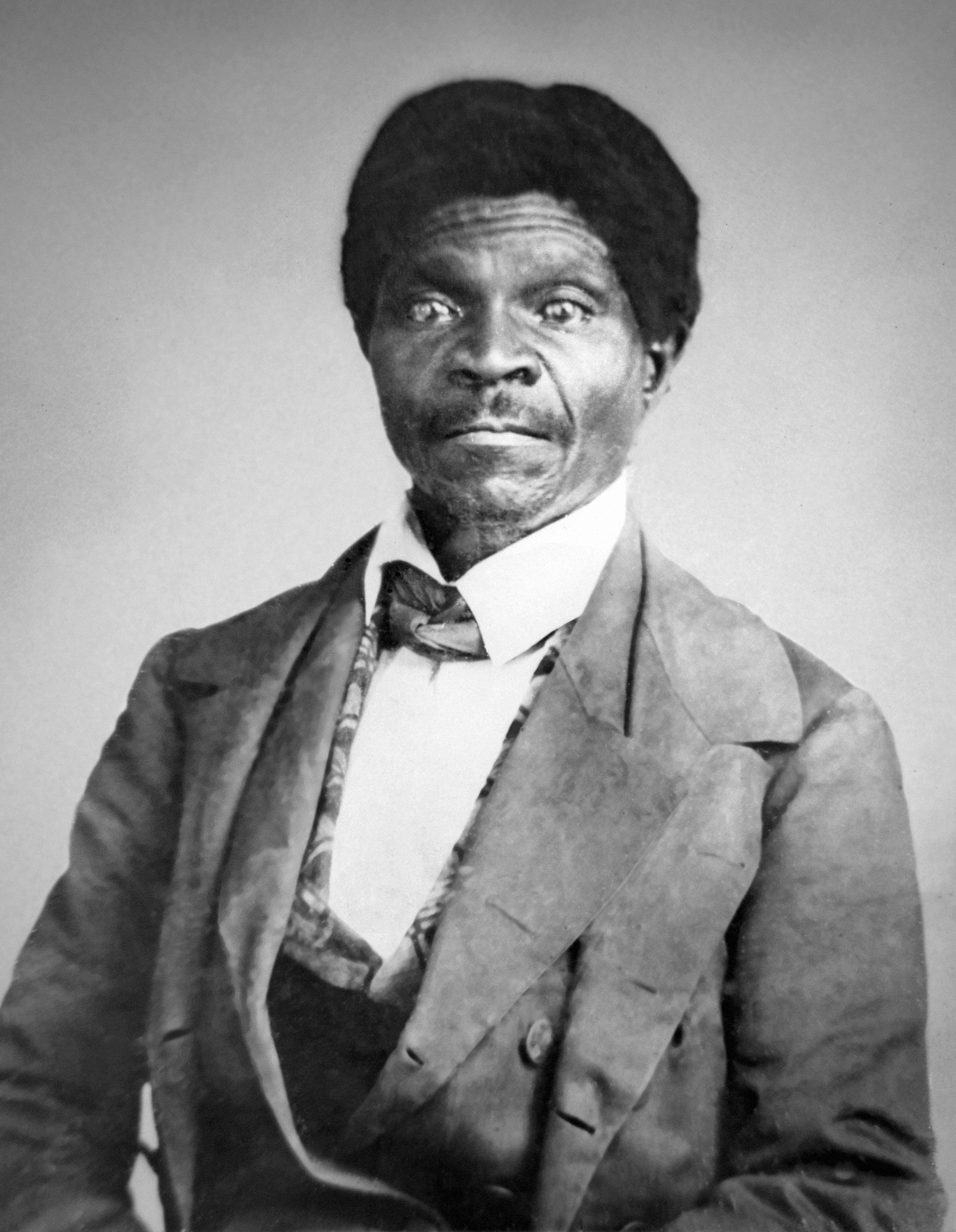
Dred Scott, qui a perdu un procès pour sa liberté devant la Cour suprême des États-Unis en 1857

## D
- Dabitum, esclave de l'ancienne Babylonie connue pour sa lettre concernant une fausse couche[47],[48].
- Danaé, « la nouvelle servante de Capito », nommée dans une tablette de malédiction en plomb de la Rome républicaine, qui visait à détruire Danaé[49].
- Daniel Bell (vers 1802-1877) qui a tenté pendant des décennies d'obtenir une liberté durable pour lui-même, sa femme et ses enfants. Il a aidé à organiser ce qui a été appelé « la plus grande tentative d'évasion connue par des esclaves américains », appelée l' incident de Pearl à Washington, DC, en 1848.
- Dave Drake (vers 1801-1876), également connu sous le nom de Dave le Potier.
- David George, un homme noir qui a fui un cruel maître de Virginie et a été capturé par Creeks et réduit en esclavage par le chef Blue Salt[50].
- Deborah Squash et son mari Harvey se sont échappés du mont Vernon de George Washington, ont rejoint les Britanniques à New York pendant la guerre d'indépendance américaine et ont été évacués en 1783 en tant qu'affranchis[51].
- Denmark Vesey (vers 1767-1822), un esclave afro-américain et plus tard un homme libre qui a planifié ce qui aurait été l'une des plus grandes rébellions d'esclaves aux États-Unis si la nouvelle des plans n'avait pas été divulguée[52].
- Dido Elizabeth Belle (1761-1804), née esclave en tant que fille naturelle de Maria Belle, une femme africaine asservie aux Antilles, et de Sir John Lindsay, officier de carrière de la Royal Navy . Lindsay emmena Belle avec lui à son retour en Angleterre en 1765, confiant son éducation à son oncle William Murray, 1er comte de Mansfield, et à son épouse Elizabeth Murray, comtesse de Mansfield. Les Murray ont éduqué Belle, l'élevant comme une gentille femme libre dans leur Kenwood House, avec leur nièce, Lady Elizabeth Murray . Belle y a vécu 30 ans. Dans son testament de 1793, Lord Mansfield confirma sa liberté et lui versa une somme forfaitaire et une rente, faisant d'elle une héritière.
- Diego était un ancien affranchi esclave étroitement associé au navigateur anglais élisabéthain Francis Drake . En mars 1573, Drake attaqua Darien (dans l'actuel Panama ), au cours duquel il fut grandement aidé par les Marrons – des Africains qui s'étaient échappés des propriétaires d'esclaves espagnols et étaient heureux d'aider leurs ennemis anglais. L'un d'eux était Diego, qui s'est montré un constructeur de navires compétent et a accompagné Drake en Angleterre. En 1577, lorsque la reine Elizabeth envoya Drake lancer une expédition contre les Espagnols le long de la côte Pacifique des Amériques – qui devint finalement Drake faisant le tour du monde – Diego fut de nouveau employé sous Drake ; sa maîtrise de l'espagnol et de l'anglais ferait de lui un interprète utile lorsque des Espagnols ou des Portugais hispanophones seraient capturés. Il était employé comme serviteur de Drake et recevait un salaire, tout comme le reste de l'équipage. Diego est mort alors que le navire de Drake traversait le Pacifique, des suites de blessures subies plus tôt au cours du voyage. Drake était attristé par sa mort, Diego étant devenu un bon ami[53].
- Diogène de Sinope (vers 412-323 avant notre ère), philosophe grec kidnappé par des pirates et vendu à Corinthe .
- Dincă, homme à moitié rom réduit en esclavage par son père, un boyard de Cantacuzino dans les principautés danubiennes du XIXe siècle ( Roumanie actuelle). Bien éduqué, travaillant comme cuisinier mais n'ayant pas le droit d'épouser sa maîtresse française et de se libérer, ce qui l'a conduit à assassiner son amant et à se suicider. L'affaire a choqué l'opinion publique et a été l'un des facteurs qui ont contribué à l'abolition de l'esclavage en Roumanie[54].
- Dioclétien (244-312), empereur de Rome, serait né selon certaines sources comme l'esclave du sénateur Anullin. Selon d'autres sources, c'était le père de Dioclétien (dont le nom est inconnu) qui était esclave et qui fut libéré avant la naissance de son fils, le futur empereur[55].
- Denys Ier (? – 1492), patriarche œcuménique de Constantinople, auparavant réduit en esclavage par les Ottomans après la chute de Constantinople en 1453.
- Dolly Johnson (née à la fin des années 1820, décédée après 1887), femme afro-américaine du Tennessee, réduite en esclavage par le président Andrew Johnson, plus tard propriétaire d'une petite entreprise[56].
- Dorota Sitańska (décédée après 1797), serf polonaise et danseuse du Royal Ballet, offerte au roi de Pologne par testament[57].
- Dragut (1485-1565) Commandant ottoman, esclave gally pendant sa captivité italienne.
- Dred Scott (vers 1799-1858), un esclave afro-américain du Missouri qui a intenté une action pour sa liberté dans le cadre d'un procès médiatisé à l'échelle nationale, Scott contre Sandford, qui a atteint la Cour suprême des États-Unis en 1857.
- Dufe le Vieux, un homme asservi dans l'Angleterre anglo-saxonne qui fut libéré par la volonté de sa maîtresse Æthelgifu[58].

## F

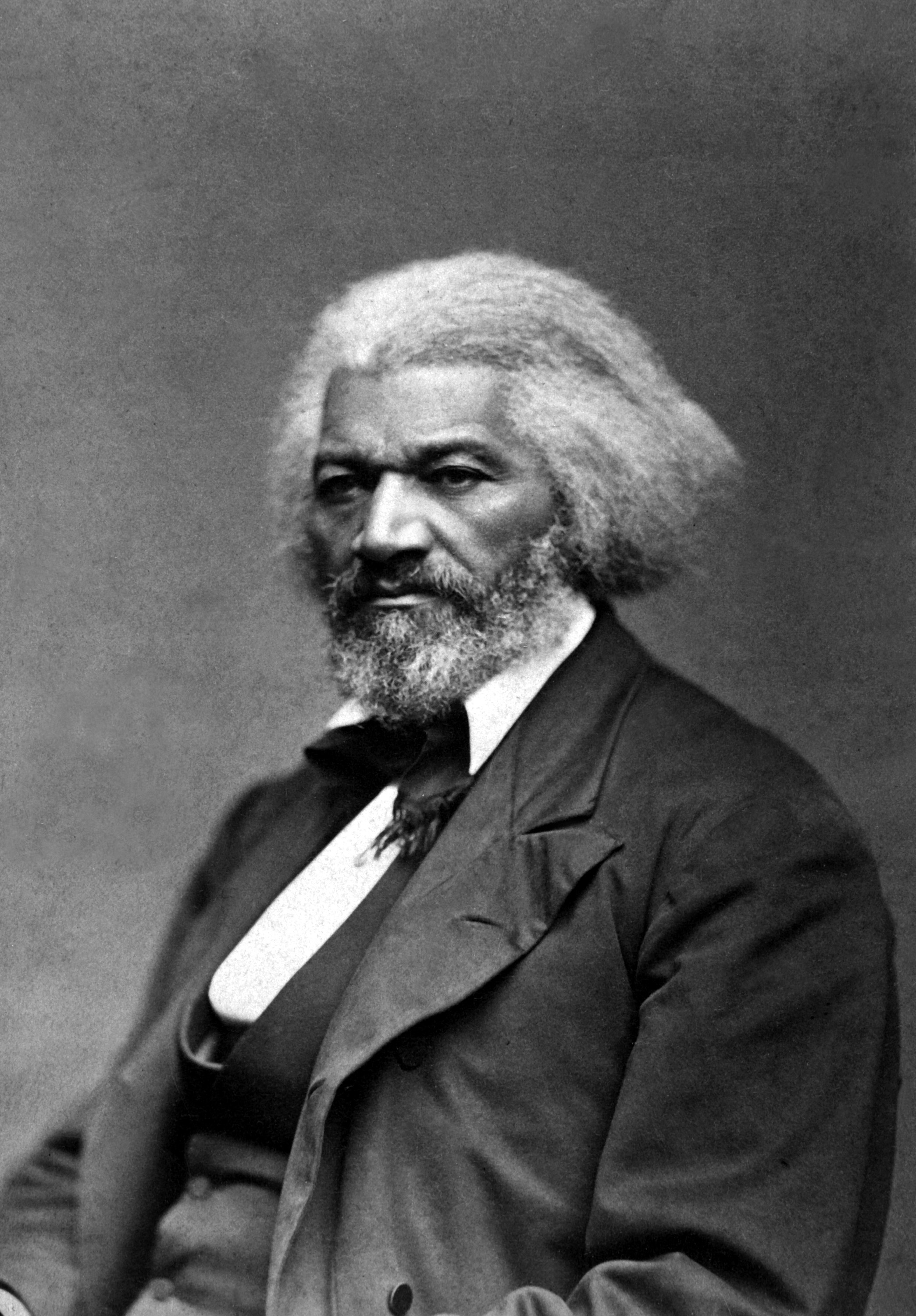
Frederick Douglass, le plus grand abolitionniste afro-américain du XIXe siècle

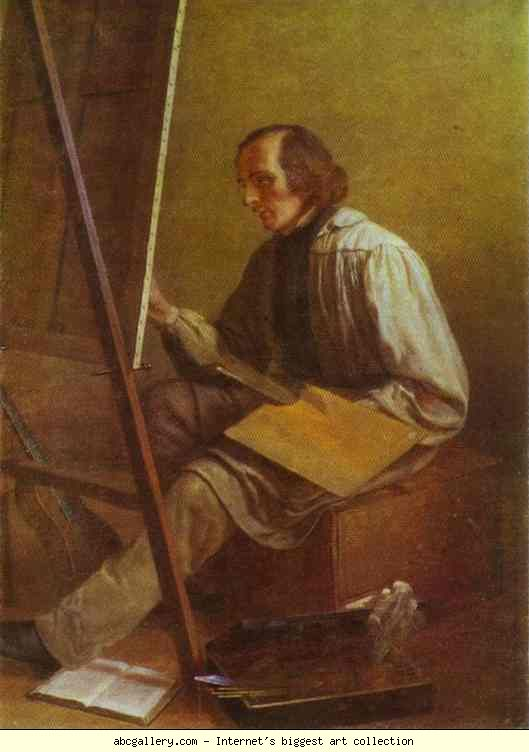
Autoportrait de Fiodor Slavyansky (années 1850, musée russe)

- Fabia Arete, actrice romaine antique et affranchie qui est considérée comme une actrice d'élite ou archimima qui a connu une carrière très réussie et appartenait probablement à la minorité d'actrices féminines pour interpréter des rôles parlants[59].
- Felicitas (morte en 203), martyre chrétienne et sainte[60].
- Fiddih, asservie par le Báb alors qu'elle n'avait pas plus de 7 ans, Fiddih servit l'épouse du Báb, Khadíjih-Bagum . Fiddih mourrait la même nuit que son propriétaire.
- Florence Johnson Smith, métisse américaine asservie par le président Andrew Johnson, fille de Dolly Johnson[61].
- Fountain Hughes (1848-1957), interviewé en juin 1949 sur sa vie par la Bibliothèque du Congrès dans le cadre du Federal Writers' Project .
- Francis Bok (né en 1979), esclave Dinka du Soudan du Sud, aujourd'hui abolitionniste et auteur aux États-Unis.
- Francis Jackson (né de 1815 à 1820), né libre, il fut kidnappé en 1850 et vendu comme esclave et fut finalement libéré en 1855 avec la résolution de Francis Jackson contre John W. Deshazer .
- Francis James Grimké (1850 – 1937), ministre.
- Francisco Menéndez, un esclave de Caroline du Sud qui s'est enfui vers la Floride espagnole, où il a servi dans la milice espagnole, dirigeant la garnison établie en 1738 à Fort Mose . Ce site a été la première communauté noire légale et libre dans ce qui est aujourd'hui les États-Unis.
- François Mackandal (mort en 1758), leader marron haïtien .
- Frederick Douglass (1818-1895), né esclave dans le Maryland et s'est enfui dans le Nord-Est en 1838, où il est devenu un écrivain, conférencier et diplomate abolitionniste de renommée internationale.
- French John, un commerçant de fourrures français capturé par les Cherokee et réduit en esclavage par Old Hop, ne faisant apparemment aucun effort pour sa liberté pendant de nombreuses années, jusqu'à ce qu'il s'enfuie lorsque les Britanniques lui proposèrent de l'acheter[62].
- C. Furius Cresimus, ancien romain. En tant qu'affranchi, il produisit de telles récoltes dans sa petite ferme qu'il fut accusé d'avoir ravagé les récoltes d'autrui, mais lorsqu'il présenta ses outils agricoles au tribunal, il fut acquitté. Pline l'Ancien raconte son histoire comme une preuve que le travail acharné est ce qui compte dans l'agriculture[63].
- Fiodor Slavyanski (1817-1876), peintre serf russe.

## G

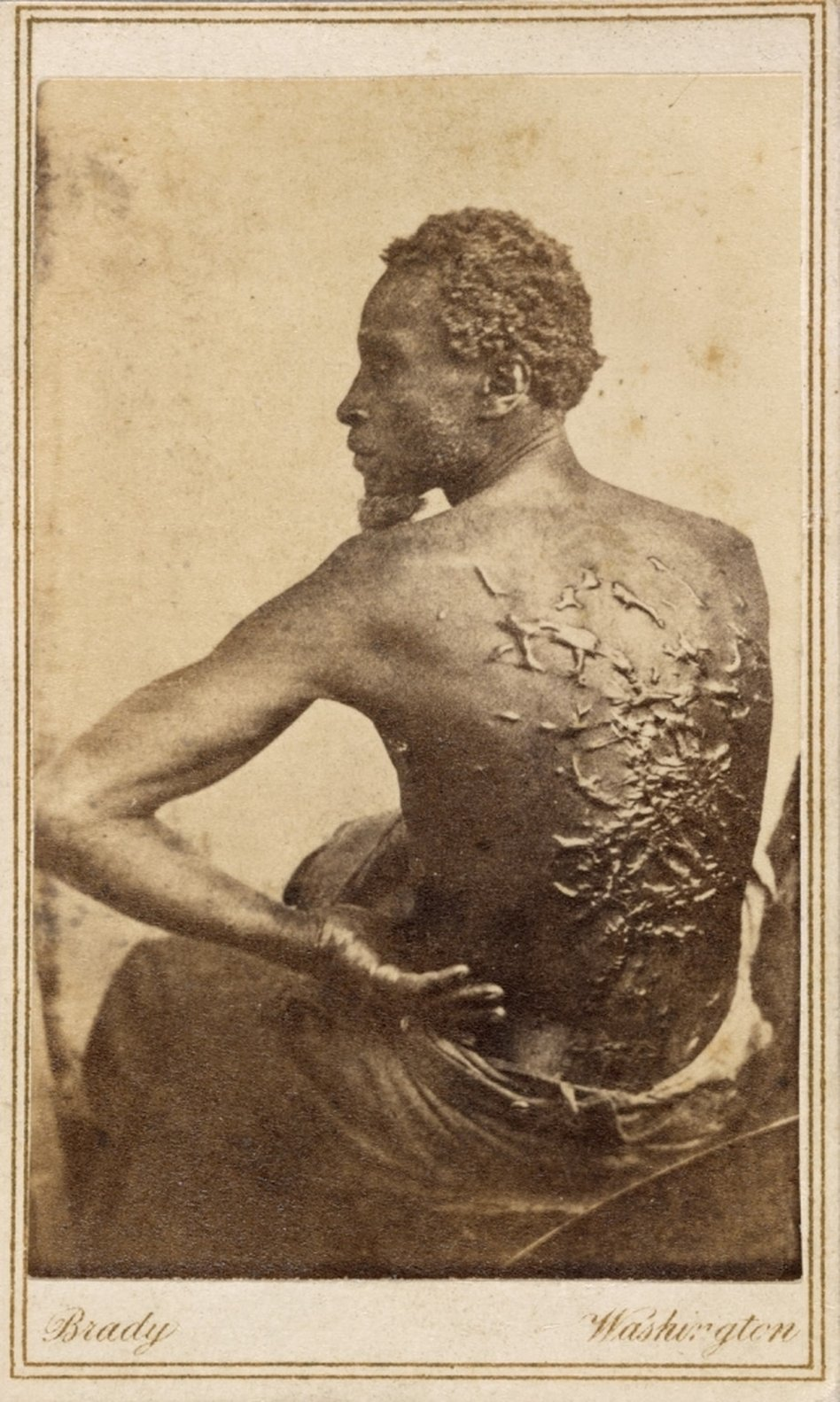
Photo d'examen médical de Gordon montrant son dos flagellé, largement diffusée par les abolitionnistes pour dénoncer la brutalité de l'esclavage

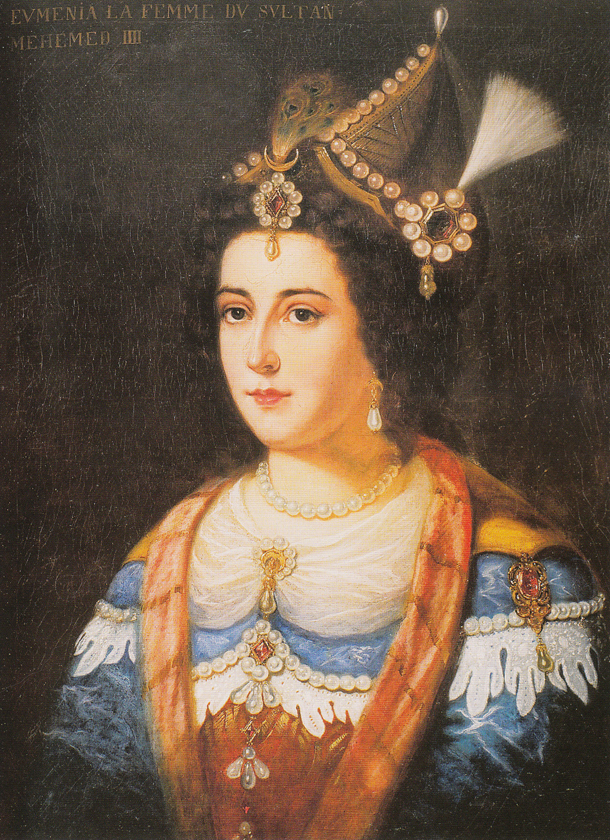
Portrait du Sultan Gülnuş

- Gabriel Prosser (1776-1800), chef de la révolte des esclaves de Virginie.
- Galeria Lysistrata (IIe siècle), maîtresse de l'empereur romain Antonin le Pieux .
- Ganga Zumba ou Ganazumba (vers 1630 – 1678), descendant d'un roi inconnu du Kongo qui a échappé à l'esclavage dans le Brésil colonial et est devenu le premier chef de la colonie d'esclaves en fuite de Quilombo dos Palmares .
- Gannicus, un Celte esclave et l'un des chefs des esclaves rebelles pendant la Troisième Guerre Servile
- Garafilia Mohalbi, (1817-1830), esclave grecque sauvée par un marchand américain et amenée à Boston. Elle est morte jeune et a inspiré un immense mouvement artistique.
- Gengis Khan (vers 1162-1227), capturé après un raid et réduit en esclavage par les Taichiud .
- George Africanus (1763-1834), un esclave africain de Sierra Leone devenu un entrepreneur prospère à Nottingham .
- George Edward Doney (1758-1809), Gambien réduit en esclavage par William Capell, 4e comte d'Essex .
- George Colvocoresses (1816-1872), originaire de Chios, en Grèce, venu aux États-Unis et devenu capitaine dans la marine américaine, fut brièvement réduit en esclavage lorsqu'il était enfant. Le passage Colvos porte son nom.
- George Freeman Bragg (1863-1940), né esclave en Caroline du Nord et devint plus tard un éminent prêtre épiscopal et activiste social.
- George Lewis (1794-1811), également connu sous le nom de Slave George, était un esclave assassiné dans le Kentucky dans la nuit du 15 au 16 décembre 1811.
- George Moses Horton (1797-1884), le premier auteur afro-américain ; premier livre de poésie publié en Caroline du Nord.
- George Sanders, un Noir réduit en esclavage par les Cherokee, qui a décrit ses esclavagistes comme étant gentils et fournissant des vêtements et de la nourriture[64].
- George Washington Carver (vers 1864-1943), scientifique, botaniste, éducateur et inventeur afro-américain connu pour encourager la culture de cultures alternatives au coton telles que les patates douces et les arachides dans le Sud ; né esclave dans le Missouri et libéré alors qu'il était un jeune enfant après la guerre civile américaine.
- George W. Hayes (1847-1933), crieur judiciaire et homme politique de l'Ohio d'origine mixte afro-américaine et amérindienne, réduit en esclavage au début de sa vie.
- Gerónimo de Aguilar (1489-1531), frère franciscain, naufragé dans la péninsule du Yucatán en 1511 et capturé et réduit en esclavage par les Mayas.
- Giles, père de George Washington Carver .
- Glaumur, asservi par le hors-la-loi Grettir au début de l'Islande médiévale (protagoniste de la « saga Grettis »). Glaumur est mentionné comme partageant loyalement le long exil de Grettir sur l'île isolée de Drangey, au large de la pointe nord de l'Islande, bien que dans les circonstances décrites dans la saga, il aurait facilement pu s'échapper.
- Gosala, un enseignant ascétique de l'Inde ancienne du VIe siècle av. J.-C. – un contemporain (et rival) de Gautama Bouddha – On dit qu'il est né en esclavage et qu'il est devenu un ascète nu après avoir fui son ravisseur en colère, qui a réussi à saisir le vêtement de Gosala et à le déshabiller pendant qu'il s'enfuyait.
- Gonzalo Guerrero (mort en 1536), un marin de Palos, en Espagne, qui a fait naufrage le long de la péninsule du Yucatán en 1511 et a été réduit en esclavage par les Mayas locaux.
- Gordon, également connu sous le nom de Whipped Peter, un esclave afro-américain qui s'est enfui vers un camp de l'armée de l'Union depuis une plantation près de Baton Rouge, en Louisiane, en 1863. Les images du dos flagellé de Gordon prises lors d'un examen médical ont été publiées dans Harper's Weekly et ont fourni aux habitants du Nord une preuve visuelle de la brutalité de l'esclavage. Ils ont inspiré de nombreux Noirs libres à s'enrôler dans l' armée de l'Union[65].
- Gryphus esclave romain antique. L'épigraphe du garçon esclave Iucundus le décrit comme le fils de Gryphus et Vitalis[66].
- Gülnuş Sultan (1642 – 6 novembre 1715) était le sultan Haseki du sultan ottoman Mehmed IV et le sultan Valide de leurs fils Mustafa II et Ahmed III.
- Guðríður Símonardóttir (1598-1682), Islandaise capturée par les esclavagistes nord-africains ( Pirates barbaresques ).
- Gustav Badin (mort en 1822), majordome de la cour royale suédoise.

## H

Hurrem Sultan, une esclave d'Europe de l'Est achetée par le sultan ottoman Soliman le Magnifique, qui l'épousa.

- Hababah, concubine du calife Yazid II .
- Agar, figure biblique, appartenant à Sarah .
- Hanna, une esclave de Virginie et grand-mère de Jackey Wright, qui a intenté une action pour sa liberté dans l'affaire Hudgins contre Wright (1806) au motif que trois générations descendaient de Butterwood Nan, qui était un Indien d'Amérique et non un Africain. La Cour suprême de Virginie a confirmé une décision d'un tribunal inférieur de George Wythe, selon laquelle, en raison de l'apparence de Jackey et Hanna comme étant mixtes d'Indiens et d'Européens, elle avait droit à la présomption de liberté, étant donné la nature limitée de l'esclavage indien. St. George Tucker et Spencer Roane ont déclaré que, comme la plupart des Africains avaient été importés comme esclaves et que les Noirs descendaient de mères esclaves, une personne noire n'aurait pas la même présomption de liberté[67],[68].
- Hannah Bond (née dans les années 1830), pseudonyme Hannah Crafts[69], a écrit The Bondwoman's Narrative après avoir obtenu sa liberté. Peut-être le premier roman d'une femme afro-américaine, c'est le seul roman connu écrit par une femme fugitive de l'esclavage .
- Hark Olufs (1708-1754), marin danois, fut capturé par des pirates algériens . Vendu au Bey de Constantine, il devient commandant en chef de la cavalerie du Bey. Il fut libéré en 1735.
- Harriet Hemings (1801-après 1822), fille de Sally Hemings et Thomas Jefferson .
- Harriet Jacobs (1813-1897), auteur de Incidents dans la vie d'une esclave .
- Harriet Powers (1837-1910), artiste folk américaine et quilteuse.
- Harriet Tubman (vers 1822 – 1913), surnommée « Moïse » en raison de ses efforts pour aider d'autres esclaves américains à s'échapper par le chemin de fer clandestin .
- Harry, le plaignant dans la décision Harry c. Decker &amp; Hopkins de 1818 de la Cour suprême du Mississippi (la première parmi les États du sud des États-Unis) visant à libérer une personne de l'esclavage uniquement sur la base d'une résidence antérieure dans un territoire libre.
- Harry Washington (mort en 1800), également connu sous le nom de Henry Washington, fut réduit en esclavage par George Washington[70]. Transporté comme esclave en Amérique, il fut acheté par Washington en 1763 pour travailler sur un projet d'assèchement du Great Dismal Swamp[71].
- Hafsa Sultan (décédée en mars 1534) était l'épouse de Selim I et le premier sultan valide de l'Empire ottoman en tant que mère de Soliman le Magnifique . Ses origines sont contestées, mais certains historiens estiment qu'elle était une esclave.
- Helen Gloag (1750-1790), de Muthill, Perthshire, Écosse, devint impératrice du Maroc en tant qu'esclave du harem du sultan du Maroc[72].
- Henry Highland Garnet (1815-1882), né esclave afro-américain dans le Maryland, a échappé à l'esclavage en 1824 et est devenu abolitionniste et éducateur[73].
- Hercules (né vers 1755), chef cuisinier réduit en esclavage par George Washington dans la plantation de Washington, Mount Vernon . Il s'est échappé et a obtenu sa liberté en 1797, mais sa femme Alice et ses trois enfants sont restés esclaves.
- Helvius Successus, esclave affranchi et père de l'empereur romain Pertinax .
- Hermas, auteur du texte Le Berger d'Hermas et frère du pape Pie Ier .
- Hernando de Escalante Fontaneda, né à Carthagène, fut réduit en esclavage à l'âge de 13 ans lorsque le navire qui le transportait en Espagne pour y poursuivre ses études coula au large de la Floride. Un chef Calusa l'a réduit en esclavage et l'a utilisé comme traducteur jusqu'à ce qu'il soit racheté à 30 ans[74]
- Horace King (1807-1885), architecte, ingénieur et constructeur de ponts américain, est né esclave dans une plantation de Caroline du Sud .
- Hümaşah Sultan (fl. 1647-1672) était l'épouse du sultan Ibrahim de l'Empire ottoman.
- Hurrem Sultan (vers 1502 – 15 avril 1558), également connue sous le nom de Roxelana, une jeune fille d'Europe de l'Est, fut capturée par des marchands d'esclaves et vendue au harem impérial, devenant ainsi l'épouse principale et l'épouse légale du sultan ottoman Soliman le Magnifique .
- Halimé Sultan (vers 1570-après 1623) était Valide Sultan et co-dirigeant de facto de l' Empire ottoman
- Handan Sultan (vers 1568 - 9 novembre 1605) était Valide Sultan et régent de facto de l' Empire ottoman

## I

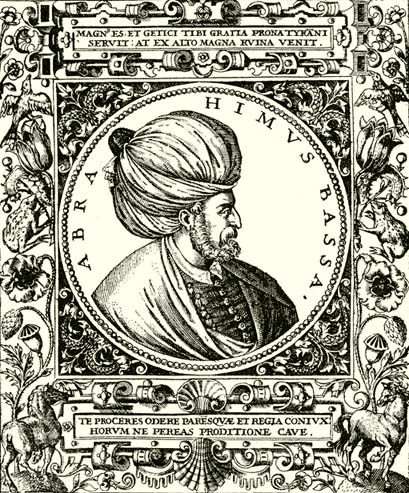
Ibrahim Pacha

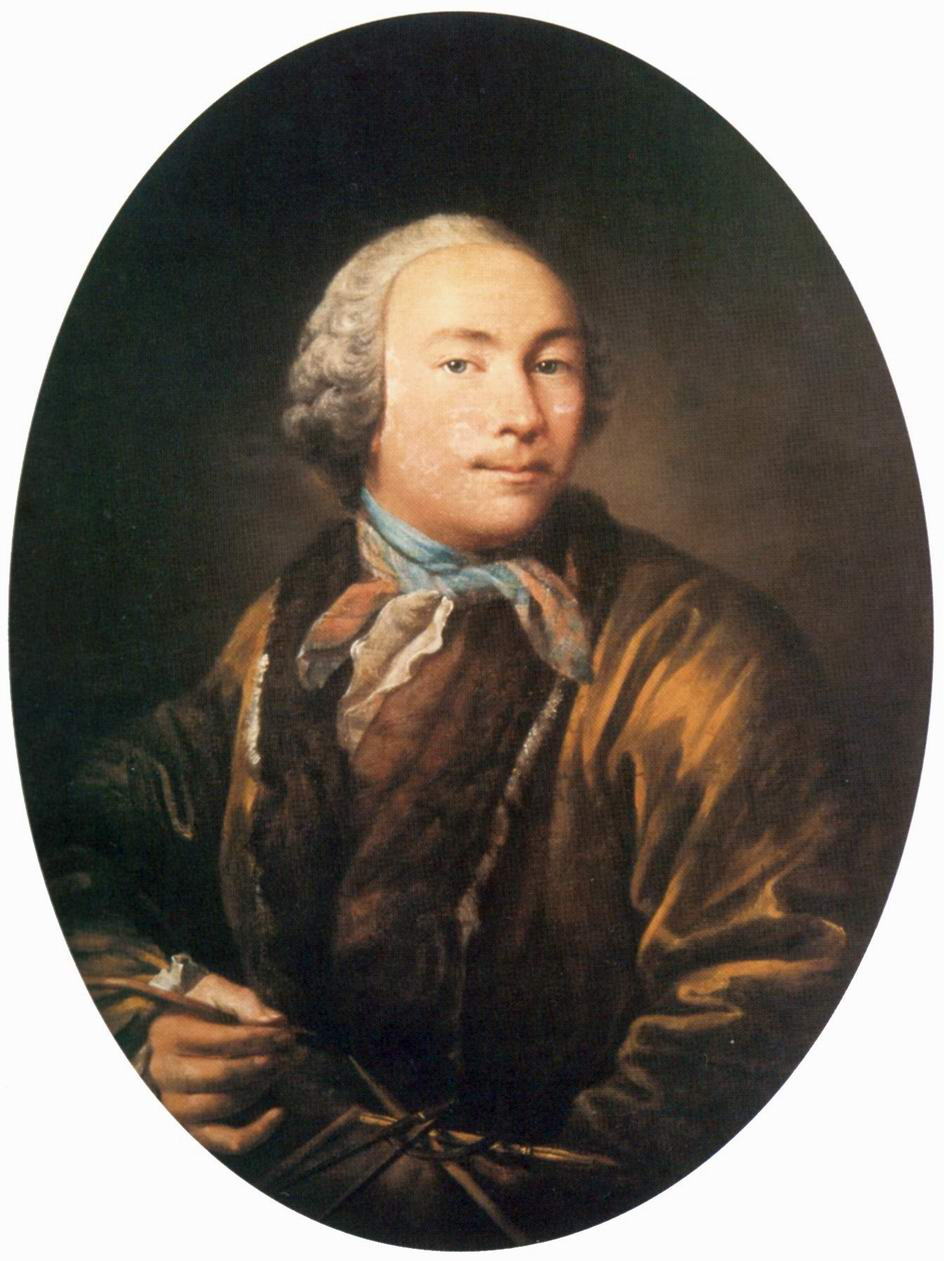
Ivan Argounov. Autoportrait (fin des années 1750).

- İbrahim Pacha (vers 1495 – 1536), premier grand vizir nommé par Soliman le Magnifique . Grec de naissance, à l'âge de six ans, il fut vendu comme esclave au palais ottoman des futurs sultans où il se lia d'amitié avec Soliman, qui avait le même âge.
- Icelus Marcianus, esclave puis affranchi de l'empereur romain Galba au Ier siècle de notre ère. Il était l'un des trois hommes censés contrôler complètement l'empereur, augmentant ainsi l'impopularité de Galba[75].
- Ida B. Wells (1862-1931), éminente militante afro-américaine, née dans l'esclavage, qui plus tard dans sa vie a fait campagne contre le lynchage et a réussi à l' abolir. En 1909, elle cofonde la National Association for the Advancement of Colored People (NAACP).
- Imma, un aristocrate de Northumbrie qui a perdu connaissance au combat et qui a ensuite prétendu avoir été un paysan, afin que ses ravisseurs ne le tuent pas. Ses manières et son allure le trahirent bientôt et il fut vendu comme esclave[76].
- Isabelle de Solís ( fl. 1485 ), concubine castillane asservie d' Abu l-Hasan Ali, sultan de Grenade[77].
- Isabella Gibbons (1826-1890), devint institutrice en Virginie après sa libération en 1865.
- Isfandíyár, un serviteur asservi dans la maison de Bahá'u'lláh à Téhéran, Isfandíyár est mort à Mazandaran[78]
- Israel Jefferson (vers 1800 – après 1873), connu sous le nom d' Israel Gillette avant 1844, est né esclave à Monticello, la propriété de Thomas Jefferson, et a travaillé comme domestique près de Jefferson pendant des années.
- Isthmias, une femme de la Grèce antique décrite dans Contre Nééra comme la propriété de Nicarete, qui la prostituait.
- Iucundus, garçon dans la Rome antique, décrit dans son épitaphe comme l'esclave de Livie, l'épouse de Drusus César, le fils de Gryphus et de Vitalis. Il déclare qu'il a été capturé et assassiné par une sorcière et avertit les parents de surveiller leurs enfants pour éviter un tel sort[66].
- Ivan Bolotnikov (1565-1608), kholop fugitif (esclave en Russie ) et chef de la rébellion de Bolotnikov en 1606-1607.
- Ivan Argunov (1729-1802), peintre serf russe, l'un des fondateurs de l'école russe du portrait.

## J

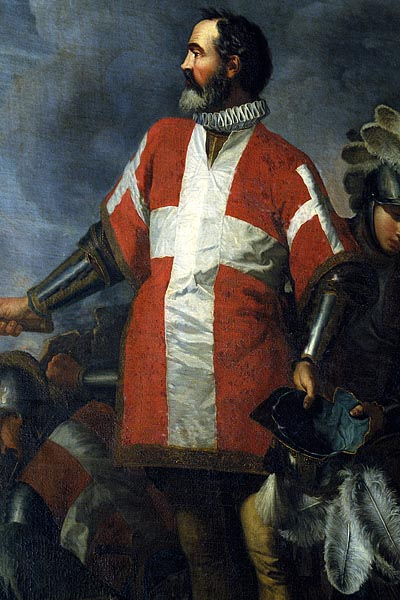
Jean Parisot de Valette

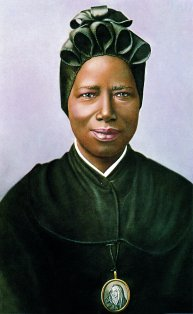
Sainte Joséphine Margaret Bakhita, FDCC

- Jack Gladstone, chef de la rébellion de Demerara en 1823.

- Jackey Wright, une femme américaine réduite en esclavage qui a demandé et obtenu sa liberté dans la célèbre affaire Hudgins v. Wright, en Virginie, en 1806. L'opinion de la Cour suprême de Virginie s'appuyait sur le fait que Wright paraissait blanche et amérindienne, alors que le tribunal de première instance sous George Wythe avait tenté d'établir une présomption de liberté pour toutes les personnes, quelle que soit leur race.

- James Armistead Lafayette (1760-1830), un Afro-Américain réduit en esclavage qui a servi l'armée continentale pendant la guerre d'Indépendance américaine en tant qu'agent double.

- James Baugh, un Américain réduit en esclavage qui a intenté un procès pour obtenir sa liberté au motif que sa grand-mère maternelle était indienne.
- James Hemings (1765-1801), métis américain réduit en esclavage puis libéré par Thomas Jefferson. Il était le frère aîné de Sally Hemings et un demi-frère de la femme de Jefferson, Martha Wayles Skelton Jefferson, par l'intermédiaire de leur père John Wayles.
- James Leander Cathcart (1767-1843), diplomate et marin, remarquable pour son récit de onze années d'esclavage à Alger et pour ses accomplissements diplomatiques pendant l'esclavage.
- James Poovey (né vers 1769), habitant de Philadelphie, esclave de naissance, qui a obtenu la manumission par la désobéissance non violente.
- James M. Priest (1819-1883), 6e vice-président du Liberia, né esclave dans le Kentucky.
- James Somersett ou Somerset, homme réduit en esclavage dans l'Amérique coloniale, dont l'évasion en Angleterre en 1771, soutenue par d'éminents abolitionnistes britanniques, a conduit à l'affaire juridique marquante Somerset contre Stewart, qui a effectivement mis fin à l'esclavage en Grande-Bretagne, mais pas dans ses colonies.
- James W. C. Pennington (v. 1807-1870), écrivain et abolitionniste afro-américain[79].
- Jan Ernst Matzeliger (1852-1889), inventeur surinamo-américain dans le domaine de la fabrication de chaussures.
- Jane Johnson (1814 ou 1827 - 1872), a gagné la liberté le 18 juillet 1855 avec ses deux jeunes fils alors qu'elle se trouvait à Philadelphie avec son propriétaire et sa famille. Elle est aidée par William Still et Passmore Williamson, abolitionnistes de la Pennsylvania Anti-Slavery Society et de son Vigilance Committee.
- Jean Amilcar (v. 1781-1793), fils adoptif sénégalais de Marie-Antoinette.
- Jean-Jacques Dessalines (1758-1806), leader de la révolution haïtienne et premier dirigeant d'Haïti indépendante.
- Jean Marteilhe (1684-1777), narrateur huguenot français, il a servi comme galérien.
- Jean Saint Malo (mort en 1784), chef des esclaves fugitifs (colonie de marrons) dans la Louisiane espagnole et auteur du nom de Saint Malo, Louisiane.
- Jean Parisot de Valette (1495-1568), chevalier de l'ordre de Saint-Jean, a été capturé et transformé en galérien en 1541 par des pirates barbaresques sous le commandement de Turgut Reis. Il fut libéré au bout d'un an et devint plus tard Grand Maître de l'Ordre.
- Jeffrey Hudson (1619-vers 1682), courtisan anglais qui a passé 25 ans en esclavage en Afrique du Nord.
- Jehu Grant (c. 1752-1840), vétéran de la guerre d'Indépendance.
- Jermain Wesley Loguen (1813-1872), Afro-Américain ayant échappé à l'esclavage et devenu abolitionniste, évêque de l'Église épiscopale méthodiste africaine de Sion et auteur d'un récit d'esclave.
- Jim Cuff ou Jim Crow était un esclave africain infirme, dont on dit qu'il résidait à Saint-Louis, Cincinnati ou Pittsburgh, et dont la chanson et la danse auraient inspiré la chanson et la danse en noir "Jump Jim Crow" de l'humoriste blanc Thomas D. Rice. La grande popularité de la création de Rice a rapidement fait de Jim Crow un nom péjoratif pour les Noirs et, plus tard, le nom a été utilisé pour les lois ségrégationnistes Jim Crow, un souvenir posthume très injuste de l'esclave infirme d'origine.
- Jim Henson, un Africain qui a échappé à l'esclavage et a publié ses mémoires, Broken Shackles, au Canada.
- Joana da Gama (v. 1520-1586), demoiselle d'honneur et écrivain portugais.
- Joe, un homme réduit en esclavage par William B. Travis, l'un des commandants texans de la bataille d'Alamo. Après la défaite texane, le général mexicain Santa Anna a épargné Joe, dans l'espoir de convaincre d'autres esclaves texans de soutenir le gouvernement mexicain contre la rébellion texane. Par la suite, Joe et quelques autres survivants furent envoyés à Gonzales et encouragés à raconter les événements de la bataille et à informer le reste des forces texanes que l'armée de Santa Anna était imbattable.
- John Axouch (1087-1150), Turc seldjoukide capturé enfant par l'Empire byzantin, libéré et élevé dans la maison impériale comme compagnon du futur empereur Jean II Komnenos, et qui, à son avènement, se vit confier le commandement des armées de l'empire et resta le seul ami personnel et confident de l'empereur.

- John "Lit" Fleming, né esclave en Virginie, s'est ensuite installé à Edmundson, dans l'Arkansas, avec ses parents et ses frères et sœurs. Il s'est ensuite installé à Memphis, dans le Tennessee, et a été copropriétaire du journal Memphis Free Speech avec l'activiste Ida B. Wells-Barnett.

- John Munroe Brazealle et sa mère ont fait l'objet de l'affaire Hinds v. Brazealle (1838), une affaire portée devant la Cour suprême du Mississippi qui a nié la légalité et les droits de succession dans le Mississippi des actes de manumission exécutés par Elisha Brazealle, un résident du Mississippi, dans l'Ohio pour libérer les deux jeunes gens.
- John Brown (v. 1810-1876), s'est évadé et a écrit sur les conditions de vie dans le Sud profond des États-Unis.
- John Casor, le premier à être réduit en esclavage à la suite d'une affaire civile dans les treize colonies (colonie de Virginie, 1655).
- John Ezzidio (né vers 1810-1872), Nigérian réduit en esclavage qui devint un homme politique et un homme d'affaires prospère de la Sierra Leone.
- John Jea (né en 1773), Afro-Américain réduit en esclavage et surtout connu pour son autobiographie de 1811, The Life, History, and Unparalleled Sufferings of John Jea, the African Preacher (La vie, l'histoire et les souffrances sans précédent de John Jea, le prédicateur africain).
- John Joyce est né esclave dans le Maryland, a servi dans la marine américaine, a occupé divers emplois par la suite et a assassiné une commerçante, Sarah Cross ; sa vie et son crime sont relatés dans la littérature meurtrière de l'époque[80].
- John R. Jewitt (1783-1821), armurier anglais qui passa trois ans en captivité chez Maquinna, du peuple Nuu-chah-nulth (Nootka), sur la côte pacifique de ce qui est aujourd'hui le Canada.
- John Punch (fl. 1630, vivant en 1640), un Africain asservi dans la colonie de Virginie au XVIIe siècle [81],[82]. En juillet 1640, le Conseil du gouverneur de Virginie l'a condamné à servir pour le reste de sa vie en guise de punition pour s'être enfui dans le Maryland. De nombreux historiens considèrent Punch comme le « premier esclave officiel des colonies anglaises »[83] et son cas comme la « première sanction légale de l'esclavage à vie dans la Chesapeake »[81]. Les historiens considèrent également qu’il s’agit de l’une des premières distinctions juridiques faites dans la colonie[84] entre Européens et Africains, et d’une étape clé dans le développement de l’institution de l’esclavage aux États-Unis[85].
- John S. Jacobs (1815-1873), né esclave en Caroline du Nord, s'est échappé, est devenu un orateur abolitionniste et l'auteur d'un mémoire sur les esclaves. Frère de la célèbre auteure Harriet Jacobs.
- John Smith (1580-1631), soldat, marin et auteur anglais surtout connu pour son rôle dans la survie de la colonie de Jamestown en Virginie. Smith a été capturé par les Tatars de Crimée en 1602 alors qu'il combattait en Valachie et réduit en esclavage par l'Empire ottoman, mais s'est échappé et est retourné en Angleterre en 1604. Comme Smith l'a décrit : « nous avons tous vendu pour des esclaves, comme des bêtes sur un marché »[86].
- Jordan Anderson (1825-1907), surtout connu pour une lettre envoyée à son ancien oppresseur/maître en réponse à la demande de ce dernier que Jordan retourne à son service.
- Jordan Winston Early (1814 – après 1894) était un prédicateur multiracial méthodiste américain qui a fait l'objet d'un livre sur sa vie d'esclave.
- John White, un garçon noir réduit en esclavage qui a été capturé par Creeks en 1797 et s'est enfui à la Nouvelle-Orléans, où il a été renvoyé en esclavage par les autorités espagnoles[87].
- John Ystumllyn, également connu sous le nom de Jac Du ou Jack Black, un jardinier gallois du XVIIIe siècle et le premier Noir bien enregistré du nord du Pays de Galles[88].
- Jonathan Strong, sujet de l'une des premières affaires juridiques liées à l'esclavage en Grande-Bretagne[89],[90].
- José Antonio Aponte, chef de la conspiration Aponte.
- Joseph, personnage important de l'Ancien Testament et du Coran.
- Joseph Antonio Emidy (1775-1835), violoniste et compositeur né en Afrique, est décédé à Cornwall.
- Joseph Cinqué (1814-1879), également connu sous le nom de Sengbe Pieh, chef d'une rébellion d'esclaves sur le navire négrier La Amistad et défendeur dans l'affaire ultérieure de la Cour suprême États-Unis contre Amistad en 1839.
- Joseph Jackson Fuller (1825-1908), l'un des premiers esclaves à être libérés en Jamaïque, initialement en vertu des libertés partielles de la loi sur l'abolition de l'esclavage de 1833.
- Joseph Knight a réussi à obtenir sa liberté grâce à un procès en Écosse en 1777, une affaire qui a établi que la loi écossaise ne maintiendrait pas l'institution de l'esclavage.
- Joséphine Bakhita (vers 1869-1947), religieuse et sainte catholique canossienne d'origine soudanaise.
- Joshua Glover, fugitif de l'esclavage aidé par les abolitionnistes à Racine, Wisconsin en 1854.
- Juan Francisco Manzano (vers 1797-1854), poète cubain[91].
- Juan Gros, un soldat noir libre capturé près de Pensacola par un Upper Creek, qui l'a vendu à un commerçant blanc qui l'a vendu au chef Mitasuki Kinache, de qui les Espagnols l'ont racheté[92].
- Juan Latino, appelé "el negro Juan Latino", originaire d'Éthiopie, amené en Espagne lorsqu'il était enfant, a reçu une éducation et est devenu professeur de latin à l'Université de Grenade, dans l'Espagne du XVIe siècle.
- Juan Ortiz, un jeune noble andalou réduit en esclavage par le chef Ucita en Floride pour venger les blessures qu'il a subies aux mains de l'expédition à laquelle appartenait Ortiz[93].
- Julia Chinn, une esclave octoroon et épouse de fait de Richard Mentor Johnson, neuvième vice-président des États-Unis.
- Julia Frances Lewis, mère d'Amanda American Dickson et du fils de son propriétaire[94].
- Juliana, une femme guarani de l'actuel Paraguay, célèbre pour avoir tué son esclavagiste espagnol entre 1538 et 1542 et exhorté d'autres femmes autochtones à faire de même[95],[96].
- Julius Soubise (1754-25 août 1798) était un esclave afro-caribéen affranchi qui devint un idiot bien connu dans la Grande-Bretagne de la fin du XVIIIe siècle.
- Jules Zoilos, asservi par Jules César. Après avoir obtenu sa liberté, il devint célèbre dans sa ville natale d'Aphrodisias après la mort de César[97].
- Jupiter Hammon (1711-avant 1806) devint en 1761 le premier écrivain afro-américain à être publié aux États-Unis d'aujourd'hui. Né esclave, Hammon ne fut jamais émancipé. Il est considéré comme l'un des fondateurs de la littérature afro-américaine.

## K

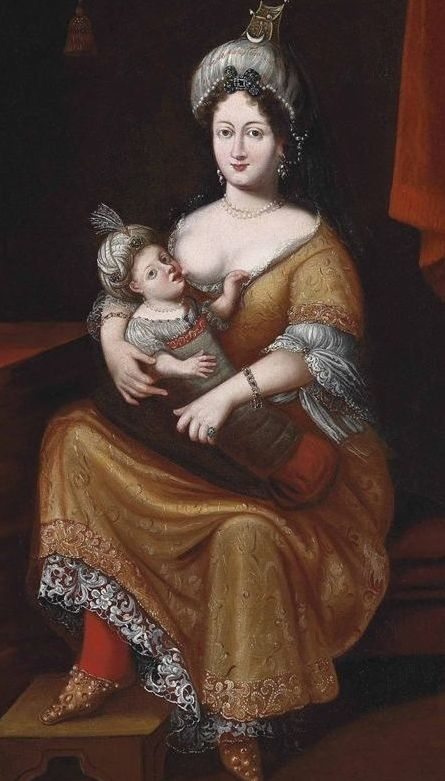
Kösem Sultan (1589-1651), concubine esclave comme tous les autres détenus du harem impérial

- Le roi Jaja d'Opobo (1821-1891), vendu vers l'âge de 12 ans comme esclave dans le royaume de Bonny, dans l'actuel Nigeria . Prouvant dès son plus jeune âge son aptitude aux affaires, il réussit non seulement à sortir de l'esclavage, mais devint également un prince marchand riche et puissant et le fondateur de la cité-état d'Opobo . Sa carrière fut finalement interrompue par les colonisateurs britanniques qu'il tenta de defier.
- Anna Kingsley (1793-1870), esclave puis planteuse et propriétaire d'esclaves.
- Kunta Kinte (vers 1750 – vers 1822), un personnage du roman de 1976 Roots : La saga d'une famille américaine dont l'auteur Alex Haley était basé sur l'un de ses véritables ancêtres. Kinte était un homme du peuple mandingue qui a grandi dans un petit village appelé Juffure dans ce qui est aujourd'hui la Gambie et a été élevé comme musulman avant d'être capturé et réduit en esclavage en Virginie[98]. L'exactitude historique de l'histoire de Haley est contestée[99].
- Kizzy Kinte, la fille de Kunta Kinte[100]. Comme pour son père, l'existence d'une Kizzy Kinte historique est contestée.
- John Knox (vers 1514-24 novembre 1572) était un ministre écossais, galérien dans les galères françaises, 1547-1549.
- Kodjo (vers 1803-1833), un esclave surinamais qui a été brûlé vif pour avoir déclenché l'incendie de 1832 à Paramaribo, au Suriname néerlandais, peut-être comme un acte de résistance.
- Kösem Sultan (1589-1651), une esclave ottomane, plus tard extrêmement puissante en tant qu'épouse, puis mère et plus tard grand-mère du sultan ottoman pendant la période de 130 ans connue sous le nom de Sultanat des Femmes .

## L

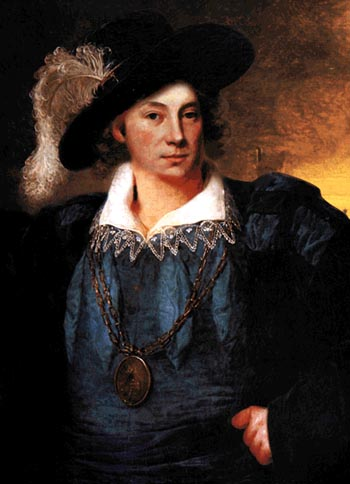
Laurens de Graaf

- Lalla Balqis (1670 – après 1721), Anglaise capturée et réduite en esclavage par les corsaires et incluse dans le harem du sultan du Maroc.
- Lamhatty, un Indien Tawasa capturé et réduit en esclavage par Creek ; Il s'est échappé[101].
- Lampegia (décédée après 730), noble aquitaine, capturée par Abd al-Rahman ibn Abd Allah al-Ghafiqi, qui en 730 prit la forteresse de Llivia, exécuta son épouse Munuza et l'envoya comme esclave au harem d' Hisham ibn Abd al- Malik à Damas[102].
- La Mulâtresse Solitude (1772-1802), esclave de l'île de Guadeloupe libérée en 1794 par l'abolition de l'esclavage pendant la Révolution française . Elle fut exécutée après avoir lutté pour la liberté lors de la réintroduction de l'esclavage par Napoléon en 1802.
- Laurens de Graaf (vers 1653-1704), pirate, mercenaire et officier de marine néerlandais, réduit en esclavage par les marchands d'esclaves espagnols lorsqu'il fut capturé dans ce qui est aujourd'hui les Pays-Bas et transporté aux îles Canaries pour travailler dans une plantation, avant 1674.
- Léon l'Africain (1494-1554), Maure né à Grenade, emmené par sa famille en 1498 au Maroc après son expulsion d'Espagne. En tant qu'adulte, il a servi dans des missions diplomatiques. Capturé par les croisés alors qu'il se trouvait au Moyen-Orient, il fut réduit en esclavage à Rome et contraint de se convertir au christianisme. Il a finalement retrouvé sa liberté et a vécu sa vie à Tunis .
- Leofgifu la laitière, une esclave de l'Angleterre anglo-saxonne, nommée dans son affranchissement[103].
- Leoflaed, une esclave de l'Angleterre anglo-saxonne, dont la liberté a été achetée par un homme qui la décrivait comme une « parente »[104].
- Leonor de Mendoza, une esclave du Mexique colonial qui a tenté d'épouser Tomás Ortega, un homme réduit en esclavage par un autre maître ; Lorsque son maître a emprisonné Tomás, elle a fait appel à l'aide d'un tribunal de l'église, qui a menacé d'excommunication s'il ne libérait pas Tomás[105].
- Letitia Munson ( c. 1820 – après 1882), sage-femme et ancienne esclave, elle fut acquittée d'avoir pratiqué un avortement illégal au Canada.
- Lewis Adams (1842-1905), un ancien esclave qui a cofondé le Tuskegee Institute, aujourd'hui Tuskegee University, en Alabama .
- Lewis Hayden (1811-1889), afro-américain né dans le Kentucky, élu plus tard au tribunal général du Massachusetts[106].
- Lilliam Williams, une colonne du Tennessee qui a été capturée par le Creek alors qu'elle était enceinte. The Creek a adopté sa fille (qu'elle a nommée Molly et ils ont nommé Esnahatchee, ); ils ont gardé la fille lorsque la liberté de Williams a été arrangée[107].
- Liol, un Chinois réduit en esclavage par le bannière mongol Soosar. Il a été récompensé par un statut semi-indépendant, en tant que dépendant d'un registre distinct. En 1735, son fils Fuji tenta de prétendre que lui et son frère étaient en fait des Mandchous et des banderoles détachés, mais échouèrent[108].
- Lott Cary (vers 1780 - 10 novembre 1828), né esclave afro-américain en Virginie, a acheté sa liberté c. 1813, émigre au Libéria en 1822, où il sert plus tard comme administrateur colonial[109].
- Louis Hughes (1832-1913), homme afro-américain qui a échappé à l'esclavage, auteur et homme d'affaires[110]
- Lovisa von Burghausen (1698-1733), écrivain suédois qui a publié un récit de son esclavage en Russie après avoir été fait prisonnier pendant la Grande Guerre du Nord .
- Lucius Agermus, affranchi d' Agrippine l'Aînée[111].
- Lucius Aurelius Hermia, un boucher affranchi dont la pierre tombale glorifie son mariage avec sa compatriote affranchie Aurelia Philematium[112].
- Lucius Cancrius Primigenius, un affranchi de Clemens dans une inscription le félicitant pour avoir rompu les sorts contre la ville[113].
- Lucius de Campione, qui a perdu un procès au VIIIe siècle contre un homme que Toto revendiquait comme propriétaire de lui[114].
- Lucy, la femme noire asservie par John Lang. Elle a été capturée par le Creek à l'âge de 12 ans et maintenue en esclavage sur le territoire du Creek, où elle avait des enfants et des petits-enfants esclaves[115].
- Lucy Ann (Berry) Delaney (1830-1891), ancienne esclave, fille de Polly Berry.
- Luís Gama (1830-1882), né libre au Brésil, vendu illégalement comme esclave lorsqu'il était enfant, il recouvra la liberté à l'âge adulte et devint un avocat qui libéra des centaines de personnes de l'esclavage sans demander de récompense, notamment dans l' affaire Netto .
- Lunsford Lane (1803 – après 1870), un esclave afro-américain et entrepreneur de Caroline du Nord qui a acheté la liberté pour lui et sa famille. Il a également écrit un récit d'esclaves .
- Lyde, une esclave libérée par l'impératrice romaine Livie[116].
- Lydia, une esclave qui a été blessée par balle par son ravisseur alors qu'elle luttait pour échapper au fouet. L'action a été jugée légale par la Cour suprême de Caroline du Nord en 1830 (voir Caroline du Nord c. Mann ).
- Lydia Carter, la « petite captive Osage », capturée et réduite en esclavage parmi les Cherokee. Elle a été rachetée par Lydia Carter, qui a fait d'elle son homonyme. L'Osage a tenté de la récupérer, mais elle est tombée malade et est décédée[117].
- Lydia Poli , mère de Robert Smalls .

## N
- Nafisa al-Bayda, investisseuse et diplomate égyptienne, qualifiée d'« esclave blanche », achetée à l'origine comme concubine esclave.
- Nancy, autrement appelée Ann, la plaignante dans le procès en habeas corpus du Nouveau-Brunswick de 1799 R contre Jones
- Nancy Brown Nancy Caffrey, une captive blanche asservie par les  Creeks . Lorsque le commerçant John O'Reilly a tenté de la rançonner, elle et Elsey Thompson, on lui a dit qu'ils n'étaient pas faits prisonniers pour pouvoir rentrer chez eux, mais pour travailler[118].
- Nanny of the Maroons, également connue sous le nom de Granny Nanny et Queen Nanny, leader jamaïcaine des Marrons .
- Nat Turner (1800-1831), s'est échappé et a mené la révolte dans le comté de Southampton, en Virginie[52].
- Nathan McMillian, qui, en tant qu'affranchi, a intenté une action en justice pour l'admission de ses enfants dans une école locale « indienne croate » au motif qu'elle était destinée à tous les enfants non blancs et que ses enfants avaient du sang croate du côté de leur mère[119].
- Neaera, une ancienne esclave et prostituée que l'Athénien Stéphane épousa contre la loi c. 340 av. J.-C., selon un discours de Démosthène[120].
- Nero Hawley (1742-1817), un ancien esclave libre qui a servi dans l' armée continentale pendant la guerre d'indépendance américaine et a été enterré à Trumbull, Connecticut .
- Newport Gardner (1746-1826), un ancien esclave libre de la colonie coloniale de Newport, Rhode Island .
- Ng Akew (décédée en 1880), une esclave Tanka du Hong Kong britannique célèbre pour un scandale de piraterie.
- Nicarete, une femme de la Grèce antique, décrite dans Contre Neaera l'affranchie de Charisius l'Éléen et l'épouse de son cuisinier Hippias, et comme possédant et prostituant plusieurs femmes c. 340 av. J.-C.
- Sainte Nino (vers 280 – vers 332), une femme romaine de Constantinople du IVe siècle très vénérée pour avoir apporté le christianisme en Géorgie . Selon certains récits de sa vie, elle est arrivée en Géorgie comme esclave kidnappée dans son pays natal.
- Afife Nurbanu Sultan (vers 1525-1583), née Cecilia Venier-Baffo, une noble vénitienne esclave qui devint l'épouse la plus favorisée du sultan ottoman Selim II et la mère très influente du sultan Murad III .

## O

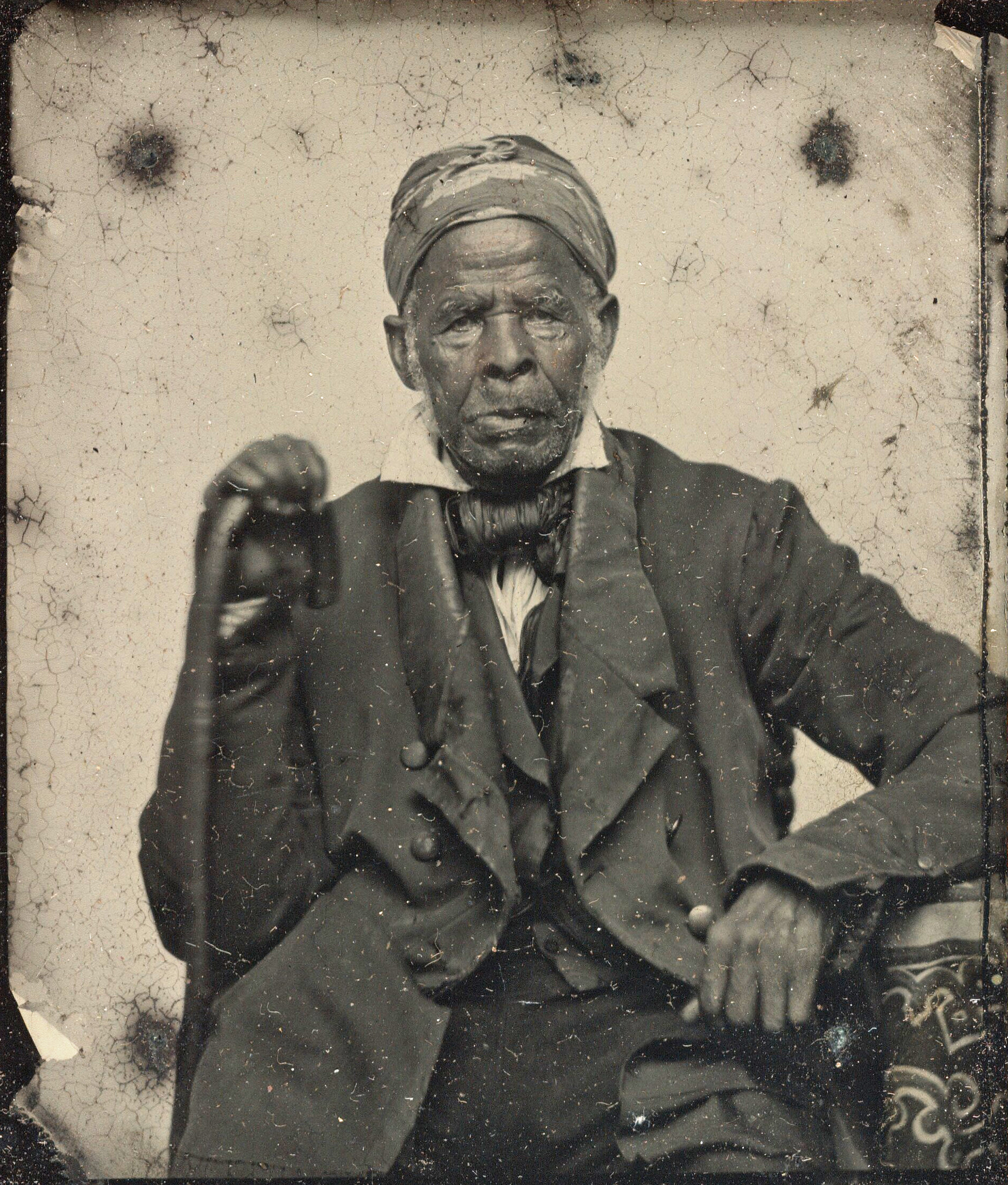
Omar ibn Said, un érudit islamique sénégalais réduit en esclavage en Caroline du Nord pendant plus de 50 ans, v. 1850

- Œnomaos , gladiateur gaulois et l'un des chefs d'esclaves rebelles pendant la Troisième Guerre Servile.
- Olaudah Equiano (vers 1745-1797), également connu sous le nom de Gustavus Vassa, auteur afro-britannique de premier plan et figure de la cause abolitionniste dont le lieu de naissance est fortement contesté.
- Omar ibn Said (1770-1864), écrivain et érudit islamique du Sénégal réduit en esclavage et transporté aux États-Unis en 1807, où il passa le reste de sa vie en esclavage.
- Onésime, esclave de Philémon de Colosses qui s'enfuit et, après avoir rencontré saint Paul, fut converti par lui. Paul l'a renvoyé au chrétien Philémon avec une lettre, qui est l' épître à Philémon . Ignace d'Antioche mentionne un Onésime comme évêque d'Éphèse au début du IIe siècle, mais il n'est pas certain qu'il s'agisse des mêmes hommes.
- Onesimus, un esclave du Boston colonial qui a joué un rôle déterminant dans la diffusion des connaissances sur la vaccination contre la variole.
- Onesimos Nesib (vers 1856 - 21 juin 1931), un Éthiopien racheté de l'esclavage par des missionnaires suédois alors qu'il était enfant. Il a ensuite travaillé avec un autre ancien esclave, Aster Ganno, pour traduire la Bible en langue oromo .
- Oney Judge (1773-1848), asservie par la famille de Martha Washington, puis par la Première Dame elle-même, Judge travailla à Mount Vernon et ailleurs comme servante personnelle de Martha Washington jusqu'à ce qu'elle s'échappe en 1796 pour Portsmouth, New Hampshire.
- Ottobah Cugoano, également connu sous le nom de John Stuart (vers 1757 – après 1791), était un abolitionniste, un activiste politique et un philosophe des droits naturels[121],[122] originaire d'Afrique de l'Ouest et actif en Grande-Bretagne .
- Owen Fitzpen, un marchand anglais qui fut fait prisonnier par des pirates barbaresques en 1620 et s'échappa par la suite.
- Owen Breedlove, père de Madame CJ Walker .

## P

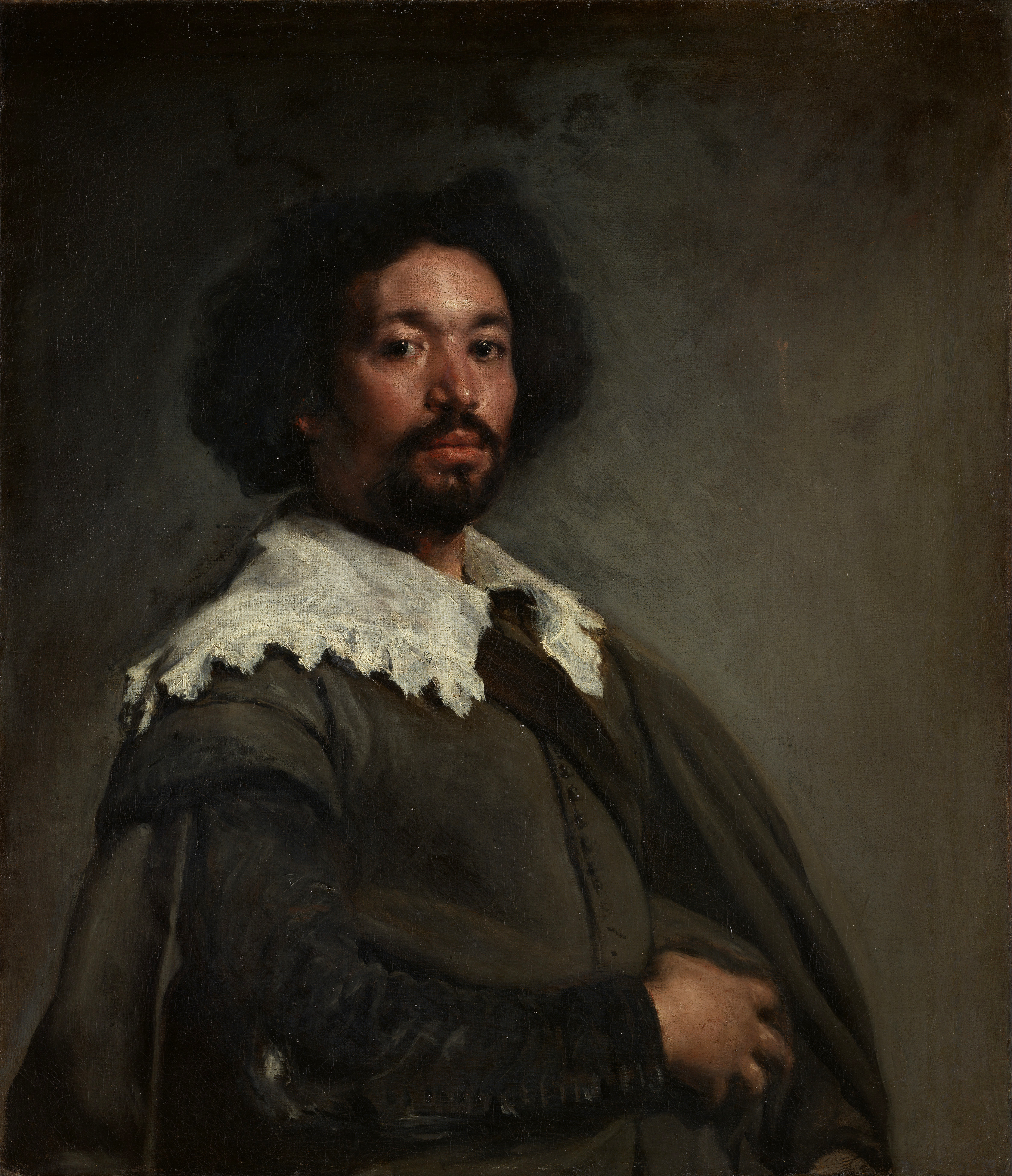
Portrait de Juan de Pareja par Diego Velázquez (vers 1650)

- Harriet Evans Paine, (vers 1822-1917), esclave du Texas, puis historienne et conteuse orale.
- Pallas, secrétaire de l'empereur romain Claude .
- Juan de Pareja (1606-1670), homme réduit en esclavage par l'artiste espagnol Diego Velázquez . Velázquez le forme comme peintre et le libère en 1650.
- Pasion, un esclave athénien et banquier[42]. Tard dans sa vie, il reçut le rare honneur accordé à un affranchi de citoyenneté[123].
- Saint Patrick, enlevé en Grande-Bretagne, réduit en esclavage en Irlande, s'est enfui en Grande-Bretagne, est revenu en Irlande en tant que missionnaire[124].
- Patsey (né vers 1830), un esclave afro-américain qui vivait au milieu des années 1800 en Caroline du Sud.
- Paul Jennings (1799-1874), serviteur personnel réduit en esclavage par le président James Madison pendant et après ses années à la Maison Blanche, acheta sa liberté en 1845 à Daniel Webster . Remarqué pour avoir publié les premiers mémoires de la Maison Blanche, A Colored Man's Reminiscences of James Madison de 1865.
- Paul Smith, un noir libre qui a accusé le chef Cherokee Doublehead de l'avoir kidnappé et forcé à l'esclavage[125].
- Peggy Margaret Titsworth, réduite en esclavage à l'âge de 13 ans pendant trois ans, après un raid de Creek en 1794 sur sa maison du Tennessee[126],[127].
- Pete et Hannah Byrne, esclaves affranchis de la famille Napoléon Bonaparte Byrne qui ont voyagé du Missouri à la Californie par voie terrestre (un voyage de six mois) en 1859, quittant la ferme du Missouri et amenant six adultes (dont Pete et Hannah), les quatre enfants Byrne. et un troupeau de bétail et s'installant à Berkeley, Californie . Pete et Hannah sont considérés comme les premiers Noirs vivant à Berkeley et parmi les premiers Afro-Américains de Californie[128],[129].
- Peter Salem (vers 1750-1816), Afro-Américain né esclave dans le Massachusetts, a servi comme soldat pendant la guerre d'indépendance américaine
- Petronia Justa, une femme d' Herculanum qui a poursuivi son propriétaire en justice, affirmant qu'elle était née après l'émancipation de sa mère ; les archives du procès ont été préservées par l'éruption du Vésuve[130].
- Phédon d'Élis, capturé à la guerre, réduit en esclavage à Athènes et contraint à la prostitution[131], devint l'élève de Socrate qui le fit libérer, donna son nom à l'un des dialogues de Platon, Phédon et devint lui-même un célèbre philosophe.
- Phèdre (vers 15 avant notre ère – vers 50 CE), fabuliste romain.

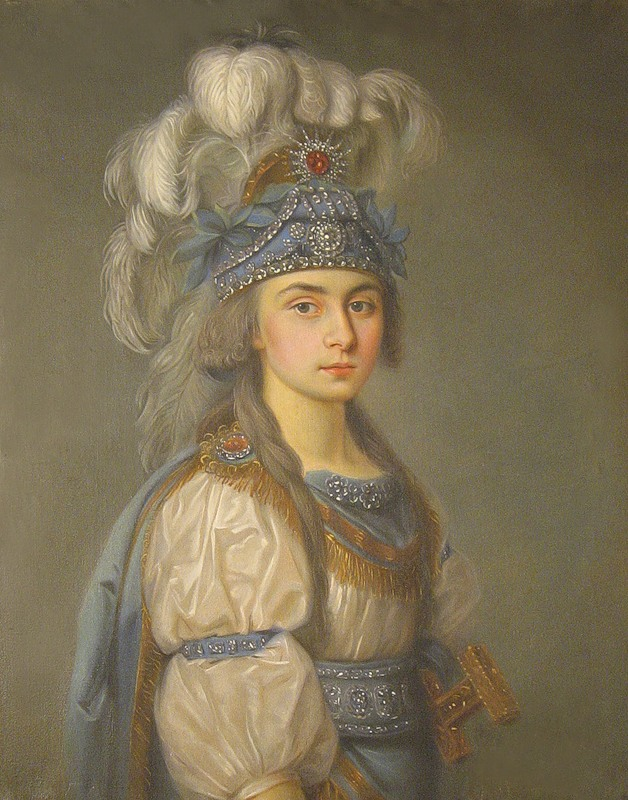
Praskovia Kovalyova-Zhemchugova en costume scénique pour Les mariages samnites d' André Ernest Modeste Grétry

- Phillis, une femme du Massachusetts réduite en esclavage par le capitaine John Codman. Reconnue coupable du complot réussi visant à empoisonner son propriétaire alors qu'elle et ses compagnons esclaves « trouvaient la discipline rigide de leur maître insupportable »[132], Phillis fut brûlée vive en 1755.
- Phillis Wheatley (1753-1784 ?), poète américain colonial, deuxième poète afro-américain publié et première femme afro-américaine publiée .
- Phoebe, une femme esclave qui a intenté une action pour sa liberté dans le Tennessee, avec ses fils Davy et Tom, affirmant être les descendants d'une femme indienne réduite en esclavage dont la sœur et d'autres parents avaient prouvé qu'ils avaient été réduits en esclavage à tort[133].
- Philocrate, asservi par le réformateur romain du IIe siècle avant notre ère Gaius Gracchus . Il resta aux côtés de son maître lorsque Gracchus fuyait ses ennemis, abandonné de tous. En arrivant dans un bosquet sacré pour les Furies, Philocrate a d'abord aidé Gracchus à se suicider avant de se suicider, bien que certaines rumeurs prétendent que Philocrate n'a été tué qu'après avoir refusé de lâcher le corps de son maître.
- Phormion, un esclave athénien et banquier[42]. Tard dans sa vie, il reçut le rare honneur accordé à un affranchi de citoyenneté[123].
- Pierre d'Espagnac, parfois Pierre d'Espagnal (1650-1689) était un missionnaire jésuite français, réduit en esclavage par les Siamois.
- Maria Guyomar de Pinha (1664-1728), chef royal siamois d'ascendance japonaise-portugaise.
- Le pape Pie Ier, évêque de Rome d'environ 140 à environ 154, sous le règne de l'empereur romain Antonin le Pieux . Il était le frère de l'affranchi Hermas et était donc probablement lui-même un ancien esclave, bien que cela ne soit pas mentionné explicitement dans les rares archives de sa vie.
- Polly, le sujet de l'affaire Polly contre Lasselle de la Cour suprême de l'Indiana en 1820, qui a abouti à la libération de tous les esclaves détenus dans l'Indiana.
- Polly Berry, également connue sous le nom de Polly Crockett et Polly Wash, a remporté un procès pour la liberté en 1843 à St. Louis, Missouri et a également obtenu la liberté de sa fille Lucy Ann Berry .
- Politoria, sujet d'une tablette de malédiction en plomb dans la Rome antique ; C'était une malédiction pour Clodia Valeria Sophrone de ne pas mettre Politoria en son pouvoir. Il semble qu'elle ait été une courtisane esclave qui craignait d'être envoyée au bordel[134].
- Praskovia Kovalyova-Zhemchugova (1768-1803) était une actrice serf et chanteuse d'opéra soprano russe.
- Primus (1700-1791), réduit en esclavage par Daniel Fowle de Portsmouth, New Hampshire . Primus exploitait la presse de la New Hampshire Gazette, le journal américain dont l'impression continue est la plus longue.
- Prince était l'esclave d'un homme Choctaw nommé Richard Harkins. Irrité que son propriétaire n'ait pas organisé de fête de Noël pour ses esclaves, Prince l'a brutalement assassiné puis a jeté le corps sans cérémonie dans la rivière en 1858[135],[136].
- Prince Estabrook (1741-1830), réduit en esclavage par Benjamin Estabrook ; a combattu dans l'armée continentale et a été blessé à la bataille de Lexington et de Concord
- Prince Whipple (1750-1796), réduit en esclavage par le général américain William Whipple
- Prosper, un esclave assassiné en 1807 dans les îles Vierges par son propriétaire Arthur William Hodge, pour lequel Hodge fut jugé et exécuté en 1811, le premier (et pratiquement le seul) cas de ce type jamais enregistré.
- Une Thrall enceinte dont le nom n'est pas conservé, qui fuyait pour sauver sa vie à Oslo au XIe siècle, a trouvé refuge sur le bateau de Hallvard Vebjørnsson, qui a tenté de la protéger mais a été tué avec elle par les flèches des assaillants, pour lequel il fut canonisé et devint le saint patron d' Oslo[137].
- Publilius Syrus (fl. 85 – 43 avant notre ère), un écrivain latin surtout connu pour ses sentenciae . C'était un Syrien amené comme esclave en Italie.

## Q
- Quamina Gladstone, père de Jack Gladstone et impliqué dans la rébellion Demerara de 1823 .
- Quassi van Timotebo ou Kwasimukamba (1692–1787) esclave surinamais, affranchi et chasseur de marrons au Surinam néerlandais . Son nom est donné au genre végétal Quassia .
- Quock Walker, également connu sous le nom de Kwaku ou Quok Walker, a poursuivi et obtenu sa liberté en 1781 dans une affaire citant le texte de la nouvelle Constitution du Massachusetts (1780) qui déclarait que tous les hommes naissaient libres et égaux.
- Qutb-ud-din Aybak ou Qutbuddin Aibak (1150-1210), ancien esclave turc, devint soldat, premier des sultans de Delhi, fondateur de la « dynastie des esclaves » de l'Inde .

## R
- Juana Ramírez (1790-1856), soldat rebelle et héroïne de la guerre d'indépendance du Venezuela .
- Richard Preston ( c. 1791 ), a échappé à l'esclavage pour devenir chef religieux et abolitionniste en Nouvelle-Écosse.
- Pleasant Richardson, a échappé à l'esclavage et est devenu soldat de l'Union et propriétaire foncier à Fincastle, en Virginie .
- Robert Blake a obtenu la Médaille d'honneur en tant que marin pendant la guerre civile américaine, après être devenu un « contrebandier » (c'est-à-dire un esclave libéré par les forces unionistes) et s'être enrôlé.
- Robert Drury (1687 – entre 1743 et 1750), marin anglais qui fit naufrage sur l'île de Madagascar en 1702 et y resta esclave jusqu'en 1717.
- Robert J. Patterson (1809-1884), a échappé à l'esclavage en Virginie pour devenir restaurateur à Saint John, au Nouveau-Brunswick .
- Robert Smalls (1839-1915), a volé un navire confédéré et a conduit un bateau rempli d'esclaves vers la liberté, ce qui a amené l' Union à autoriser les Noirs à s'enrôler ; plus tard, il a été membre de la Chambre des représentants des États-Unis pour le 5e district du Congrès de Caroline du Sud .
- Robin et Polly Holmes, les plaignants dans le procès Holmes c. Ford de 1853 dans le territoire de l'Oregon qui a libéré leurs enfants. La décision a réaffirmé que l'esclavage était illégal sur le territoire, comme le prévoient les lois organiques de l'Oregon, qui ont été maintenues une fois que la région est devenue un territoire américain.
- Rosina Downs, une esclave qui a été libérée par le général Benjamin F. Butler à la Nouvelle-Orléans et décrite dans un article du Harper's Weekly comme étant apparemment blanche et ayant fréquenté une école pour esclaves émancipés à Philadelphie[44].
- Roustam Raza (1783-1845), garde du corps arménien de Napoléon Bonaparte .
- Samson Rowlie, eunuque en chef et trésorier d' Alger .
- Roxelana voit Hürrem Sultan

## S

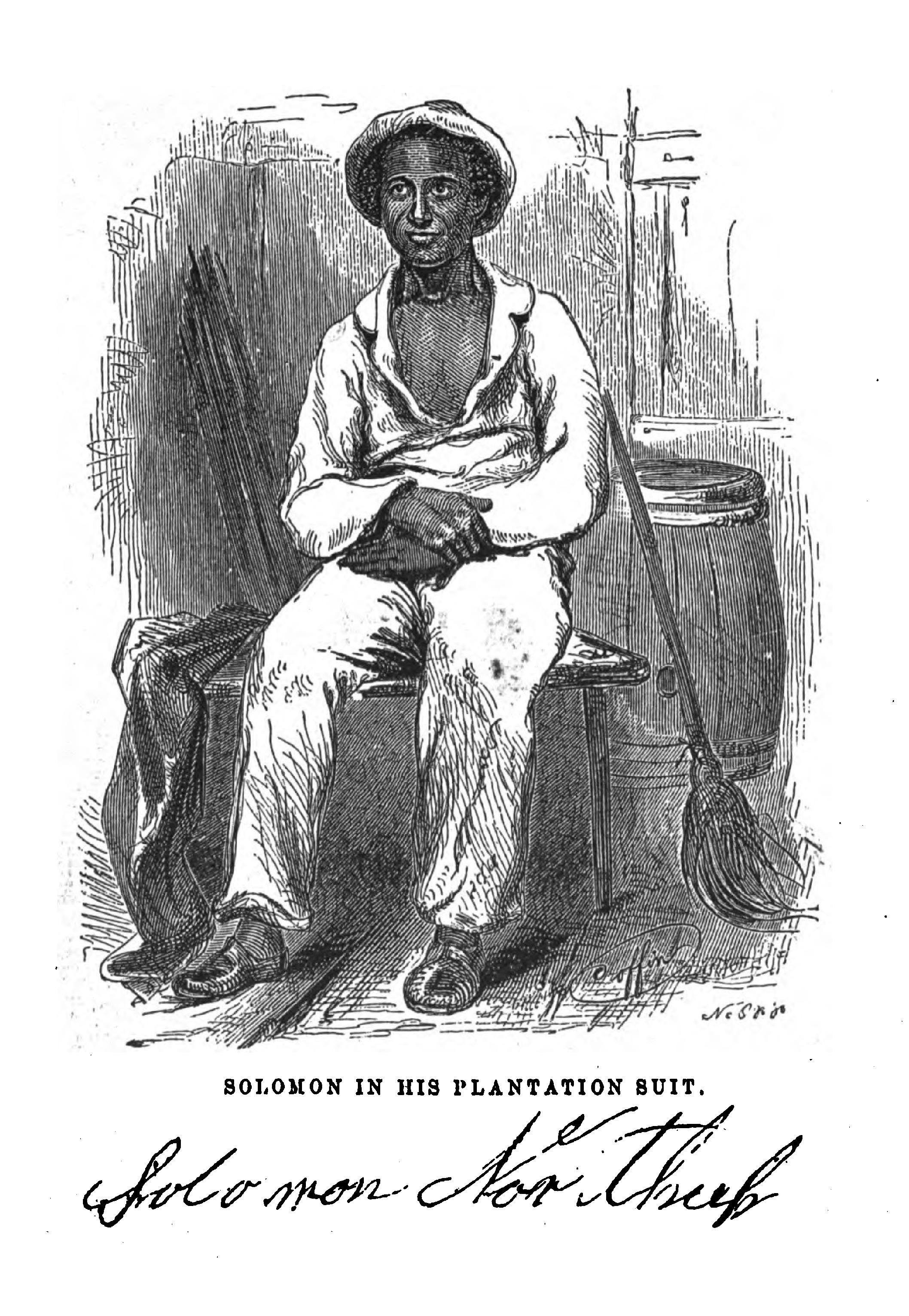
Solomon Northup de Douze ans d'esclavage

- Sabuktigin (vers 942 – 997), nom complet Abu Mansur Sabuktigin, capturé et vendu comme esclave à un jeune âge, est devenu général et finalement roi et fondateur de l' empire Ghaznavid dans l'Iran médiéval.
- Safiye Sultan (vers 1550 – vers 1619), une esclave vénitienne qui fut placée dans le harem du sultan ottoman Murad III et devint la mère du sultan Mehmed III .
- Salem Poor (1747-1802), un esclave afro-américain qui a acheté sa liberté et un héros de guerre pendant la guerre d'indépendance américaine .
- Sally Hemings (1773-1835), une femme métisse réduite en esclavage par Thomas Jefferson, pensait que beaucoup avaient eu six enfants avec lui, dont quatre ont survécu jusqu'à l'âge adulte.
- Sally Miller ou Salomé Müller (née vers 1814), une esclave américaine dont la demande de liberté en Louisiane était basée sur son statut revendiqué d'immigrante allemande libre et de servante sous contrat[138].
- Sally Seymour (décédée en 1824), pâtissière et restauratrice américaine, une esclave qui a été affranchie et est devenue elle-même propriétaire d'esclaves.
- Salonia, la seconde épouse de Caton l'Ancien
- Salvius, également connu sous le nom de Tryphon, chef de la rébellion des esclaves en Sicile en 104 avant notre ère, connue sous le nom de Seconde Guerre servile .
- Sambo (décédé en 1736), un garçon esclave arrivé à Sunderland Point, près de Lancaster, en Angleterre, vers 1736 en provenance des Antilles en qualité de serviteur et de capitaine de navire. Il est enterré dans une tombe non consacrée dans un champ près du petit village de Sunderland Point, Lancashire, Angleterre.
- Sambo, un captif noir de Tiger King, un Lower Creek, qui dit au voyageur William Bartram que Sambo était sa propriété familiale[139].
- Samuel Benedict (1792-1854), né esclave afro-américain, devint plus tard libre et émigra au Libéria, où il devint homme politique et juge[140].
- Samuel Green (vers 1802 – 1877), un esclave qui a acheté sa liberté pour ses proches, a été impliqué dans le chemin de fer clandestin et a été emprisonné en 1857 pour avoir transporté une copie de La Case de l'oncle Tom .
- Samuel Ringgold Ward (1817-vers 1866), abolitionniste et journaliste afro-américain[141].
- Sandy Jenkins, une esclave mentionnée par Frederick Douglass dans sa première autobiographie.
- Sanker, le serviteur esclave de Samuel R. Watkins, auteur de « Co. Aytch » (1882), qui raconte la vie de Watkins en tant que soldat dans le 1er régiment d'infanterie du Tennessee .
- Sara Forbes Bonetta (1843-1880), une princesse Egbado des Yoruba devenue orpheline dans la guerre intertribale, vendue comme esclave alors qu'elle était enfant, a été sauvée par le capitaine Frederick E. Forbes de la Royal Navy et emmenée au Royaume-Uni où elle est devenue une filleule de la reine Victoria .
- Sarah Johnson (1844-1920) dont la vie dans la plantation du premier président a été publiée dans le livre Mount Vernon de Sarah Johnson .
- Satrelanus, originaire de Gaule, vendu par Ermedruda à Toto à Milan en 725[142].

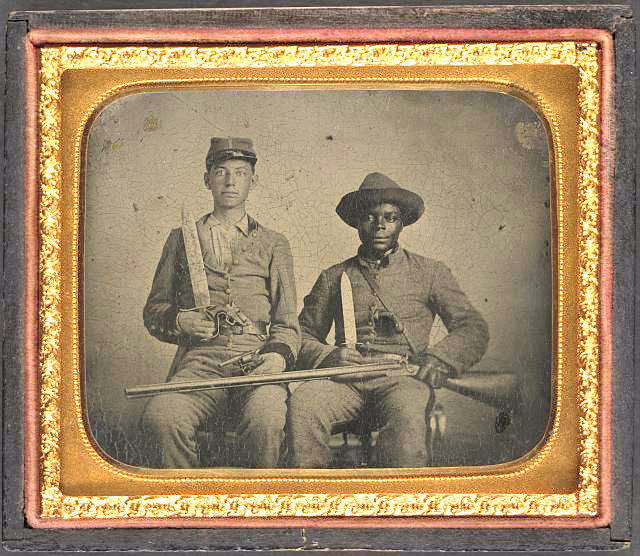
Silas Chandler (à droite) et son propriétaire, le sergent AM Chandler du 44e régiment d'infanterie du Mississippi

- Scipion l'Africain (vers 1702 – 1720).
- Scipion Moorhead, artiste esclave.
- Scipio Vaughan (vers 1784 – vers 1840) fut capturé très jeune dans son pays natal en Afrique et vendu comme esclave aux États-Unis. Il est devenu un artisan qualifié à Camden, en Caroline du Sud ; a gagné sa liberté et a inspiré un mouvement parmi certains de ses descendants.
- Septimus Clarke (1787-1859), ancien esclave, est devenu un agriculteur prospère et un leader communautaire en Nouvelle-Écosse.
- Servius Tullius, ancien roi de Rome, aurait commencé sa vie en tant qu'esclave (bien que cela ait été contesté parmi les Romains et les historiens modernes).
- Seymour Burr (1754/1762-1837), combattit pour l' armée continentale pendant la Révolution américaine .
- Shaghab (décédée en 933), mère et co-dirigeante du dix-huitième calife abbasside al-Muqtadir .
- Silas Chandler (1838-1919), homme qui accompagna ses esclavagistes dans l'armée confédérée pendant la guerre civile américaine[143].
- Sojourner Truth (vers 1797 – 1883), abolitionniste et militante des droits des femmes.
- Solomon Bayley (1771-1839) a écrit un livre en 1825 sur sa vie d'esclave.
- Salomon Northup (1807 – c. 1863 )[144],[145], un agriculteur, violoniste professionnel et homme noir né libre de New York qui a été attiré à Washington, DC, où l'esclavage était légal, kidnappé et vendu dans le Sud. Il resta esclave en Louisiane de 1841 jusqu'à ce qu'il soit secouru et libéré en 1853. Auteur de Douze ans d'esclavage .
- Solomon Flores, esclave du nord de l'Alabama .
- Sosias le Thrace, un Athénien esclave, puis affranchi, asservi par Nicias, qui lui loua plus tard un millier d'esclaves pour son exploitation minière[42].
- Spartacus (vers 111 – 71 avant notre ère), gladiateur et chef rebelle pendant la révolte servile .

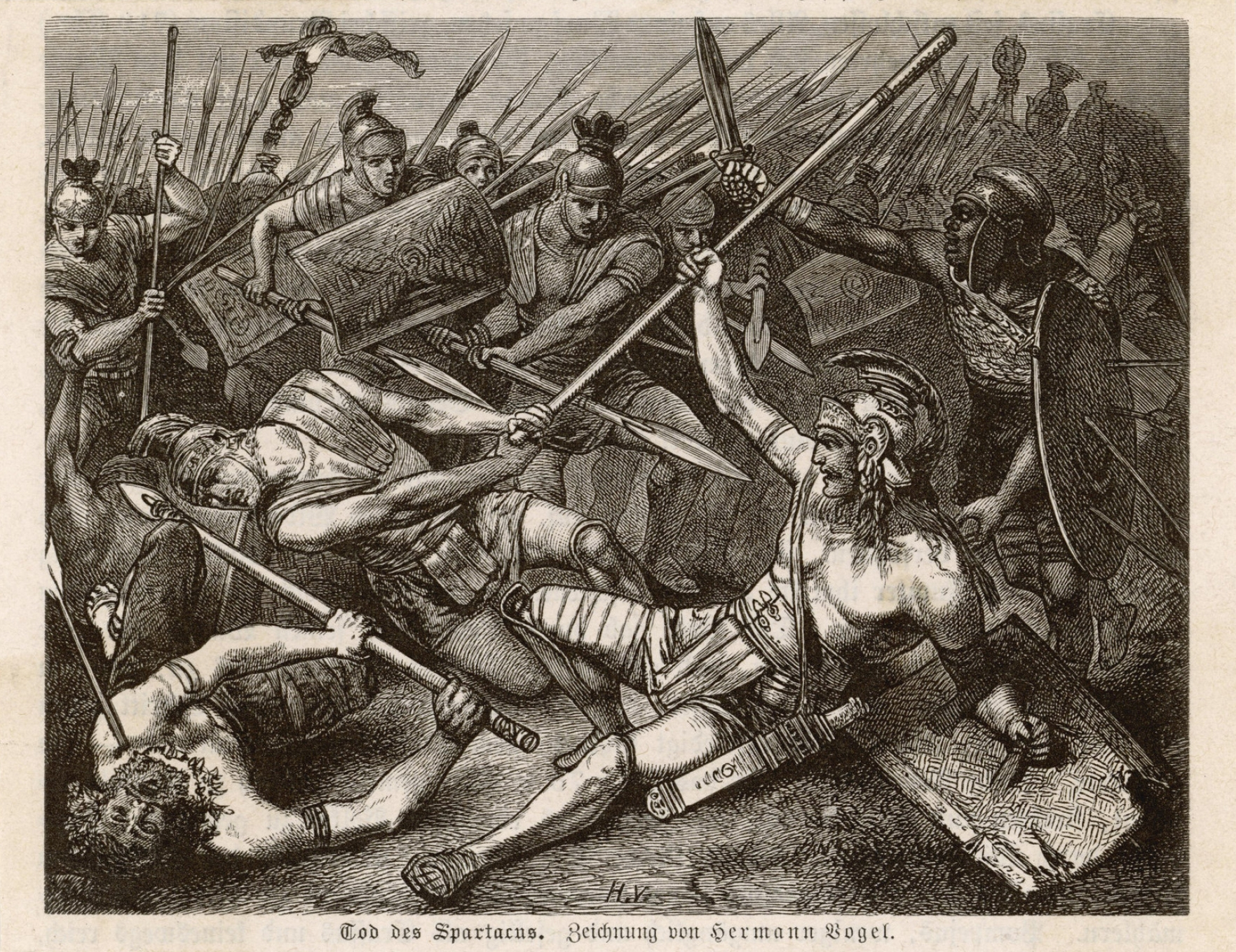
La Mort de Spartacus de Hermann Vogel (1882)

## T

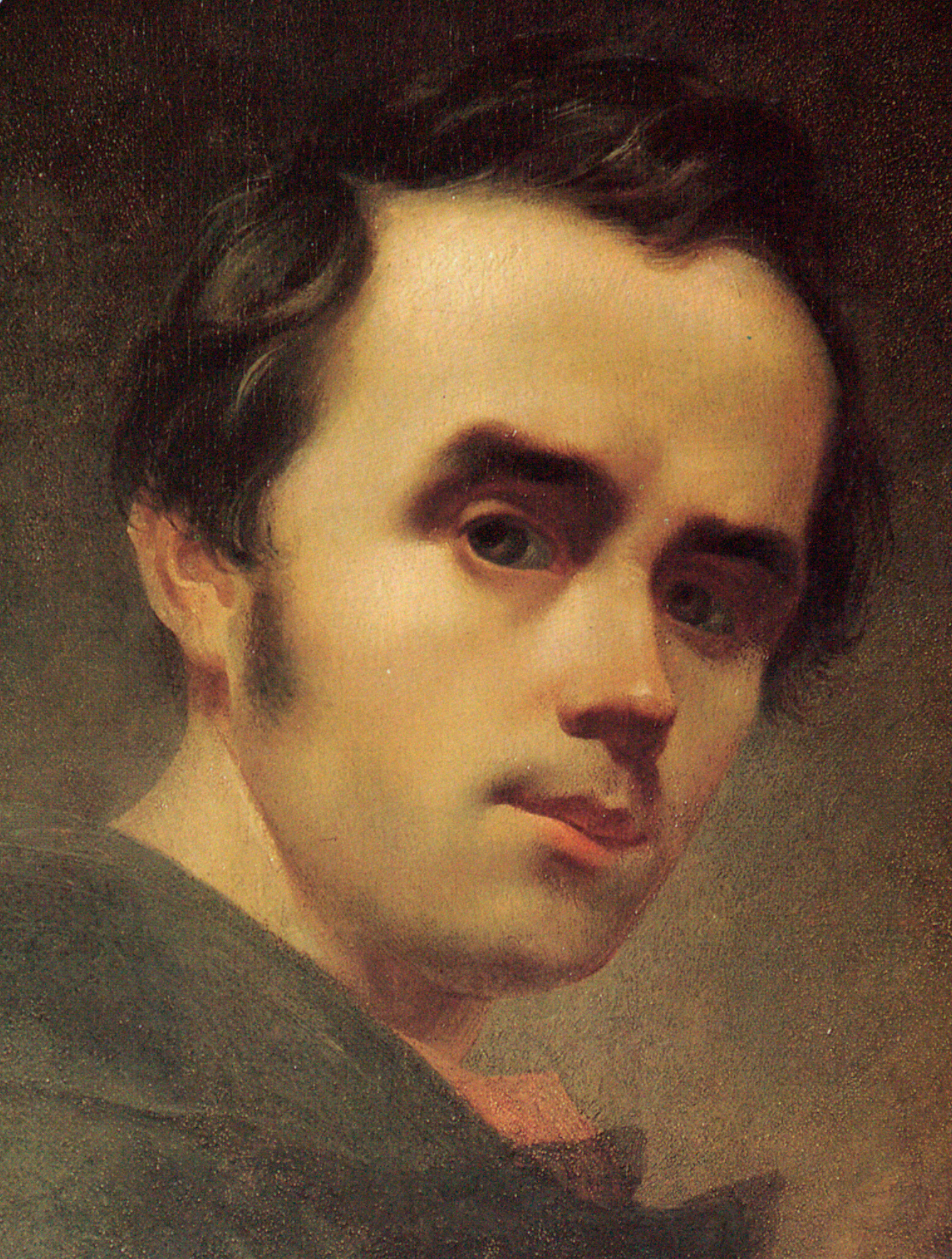
Taras Chevtchenko

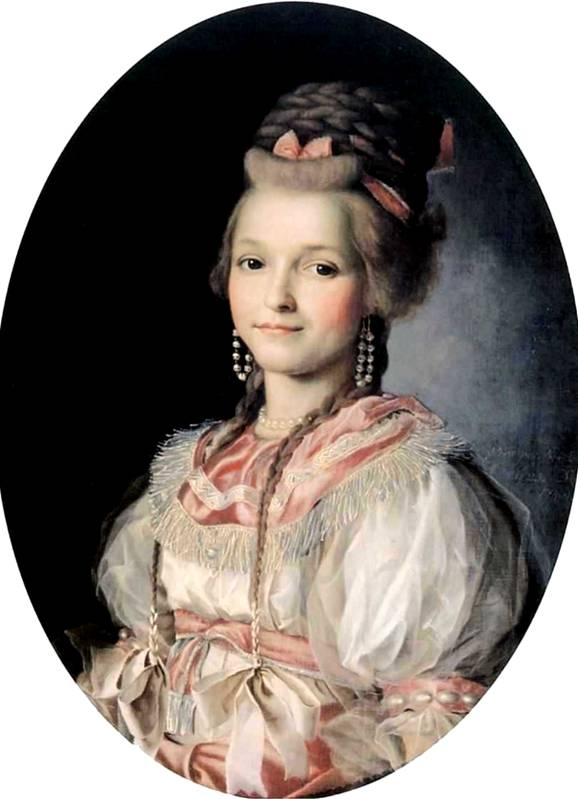
Tatiana Chlykova

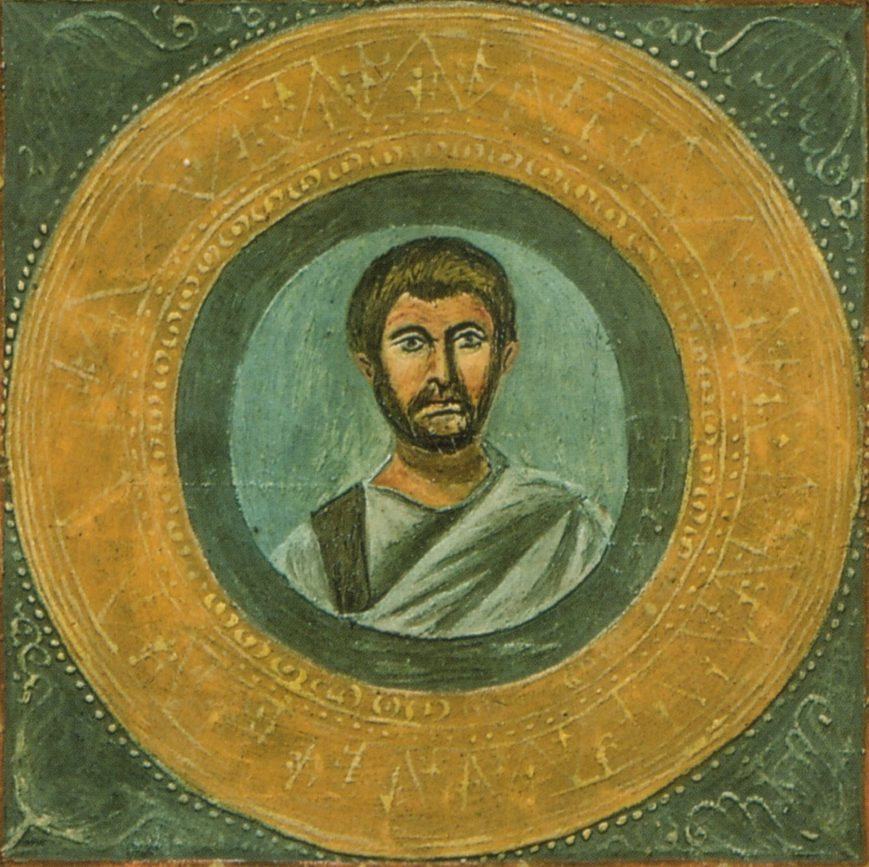
Portrait présumé de Terence, tiré du Codex Vaticanus Latinus 3868. Peut-être copié à partir d'un original du IIIe siècle.

- Taras Shevchenko (1814-1861) : le poète, artiste et illustrateur ukrainien le plus éminent est né dans une famille de serfs. Ses amis artistes rachètent sa liberté en 1838.
- Tatyana Shlykova (1773-1863), ballerine serf russe et chanteuse d'opéra.
- Thanadelthur ( c. 1697 – 1717), une femme de la nation Chipewyan Dënesųłı̨ne qui servit de guide et d'interprète pour la Compagnie de la Baie d'Hudson .
- Thomas Fuller, Afro-américain réduit en esclavage en Virginie, réputé pour ses capacités mathématiques[146].
- Thomas Pellow (1704-1745), réduit en esclavage par les pirates barbaresques, emmené au Maroc sélectionné et torturé par Ismail Ibn Sharif . S'est échappé après 23 ans et est rentré chez lui à Cornwall.
- Thomas Peters (1738-1792), né Thomas Potters, l'un des pères fondateurs de la Sierra Leone . Autrefois réduit en esclavage, il a fui la Caroline du Nord pendant la guerre d'indépendance américaine . Peters était un loyaliste noir membre de la British Black Company of Pioneers, est devenu sergent, s'est installé et s'est marié en Nouvelle-Écosse . Il recruta des colons africains en Nouvelle-Écosse pour la colonisation de la Sierra Leone et devint plus tard un leader à Freetown .
- Thomas Sims (né en 1834), un esclave afro-américain qui a échappé à l'esclavage en Géorgie pour se rendre à Boston, dans le Massachusetts, pour ensuite être repris en vertu du Fugitive Slave Act de 1850 et s'enfuir à nouveau à Boston.
- Thomas-Alexandre Dumas (1762-1806), général français et père d' Alexandre Dumas .
- Thumal, administrateur de justice du XVIIIe calife abbasside al-Muqtadir .
- T. Aelius Dionysius, un affranchi de la fin de l'Empire romain, qui a créé une stèle pour lui-même, sa femme et Aelius Perseus, son confrère affranchi, ainsi que leur affranchi et ceux qui les ont suivis[147].
- T. Claudius Dionysius, un affranchi dont l'épouse affranchie Claudia Prepontis lui a érigé un autel funéraire. Leurs mains jointes, représentées dessus, montrent la légitimité de leur mariage, possible seulement une fois qu'ils auront obtenu leur liberté[45].
- Terence (vers 195/185 – vers 159 avant notre ère), nom complet Publius Terentius Afer, dramaturge romain et poète comique qui a écrit avant et peut-être après sa liberté.
- Tiberius Claudius Narcissus, affranchi qui fut secrétaire de l'empereur romain Claude au Ier siècle.
- Tituba, une Amérindienne du XVIIe siècle réduite en esclavage par Samuel Parris de Danvers, Massachusetts . Elle fut la première personne accusée de pratique de la sorcellerie lors des procès des sorcières de Salem en 1692[148].
- Tomás Ortega, un esclave du Mexique colonial qui a tenté d'épouser Leonor de Mendoza, une femme asservie par un autre maître. Lorsque cet homme a emprisonné Tomás, Leonor a fait appel à un tribunal de l'Église pour obtenir de l'aide, et celui-ci l'a menacé d'excommunication s'il ne libérait pas Tomás[105].
- Titus Kent (1733-18 ??), réduit en esclavage par la famille Samuel Kent à Suffield Connecticut. Il appartenait à Samuel Kent, qui vécut de 1698 à 1772 ; L'homologation de Samuel Kent en 1772 indique que Titus a été légué au fils de Samuel Kent, Elihu Kent. Les archives de la guerre d'indépendance indiquent que Titus a servi dans différents régiments de 1775 à 1783.
- Toussaint L'Ouverture (1743-1803), un affranchi qui a dirigé la révolte des esclaves qui a conduit à l'indépendance d' Haïti .
- Tula (décédé en 1795), chef de la révolte des esclaves de Curaçao de 1795 .
- Turgut Reis (1485-1565), également connu sous le nom de Dragut, amiral bien connu de la marine ottomane du XVIe siècle, capturé par les Génois en Corse et contraint de travailler comme galérien pendant près de quatre ans. Il fut finalement secouru par son collègue amiral Barberousse, qui assiégea Gênes et obtint la libération de Turgut Reis contre la prodigieuse rançon de 3 500 ducats d'or. Sur ce, Turgut Reis reprit sa carrière navale (qui comprenait l'esclavage de diverses autres personnes).
- Turhan Hatice Sultan (vers 1627 - 4 août 1683) était Haseki Sultan du sultan ottoman Ibrahim (règne 1640-1648) et sultan Valide en tant que mère de Mehmed IV (règne 1648-1687).

## U
- Ukawsaw Gronniosaw (1705-1775), également connu sous le nom de James Albert, un affranchi devenu écrivain dont l'autobiographie est considérée comme la première publiée par un Africain en Grande-Bretagne.
- Ursula Granger (1738-1800), une femme asservie par Thomas Jefferson qui travaillait comme cuisinière, laitière, blanchisseuse et nourrice, et a été surnommée la « reine de Monticello »[149],[150]

## V

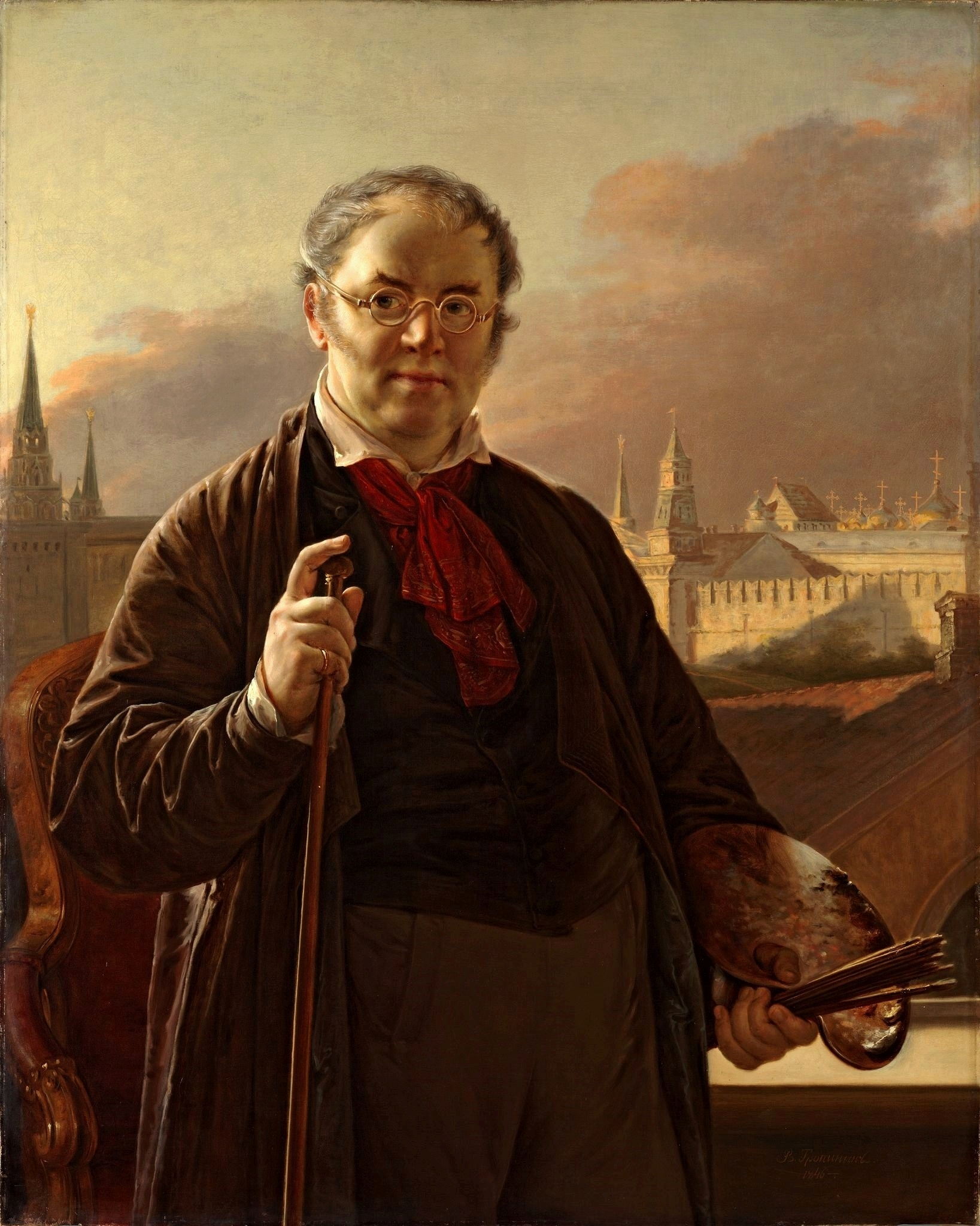
Vassili Tropinine

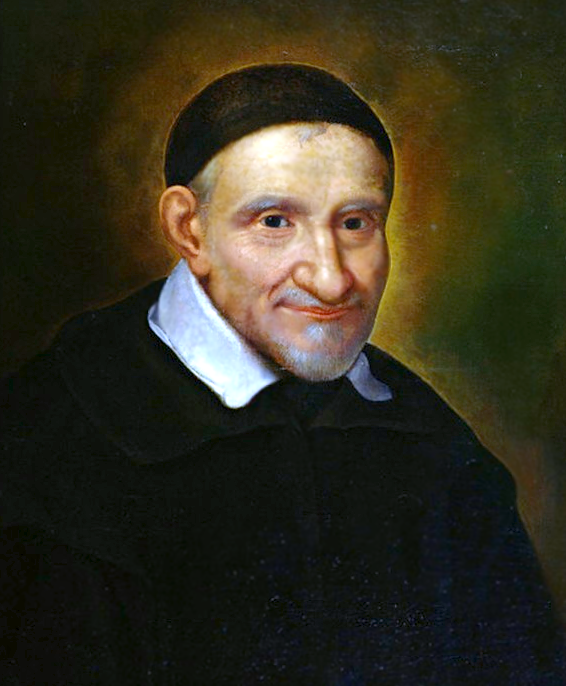
Vincent de Paul

- Vasily Tropinin (1776-1857), peintre serf russe.
- Venture Smith (1729-1805), un Africain capturé alors qu'il était enfant et transporté comme esclave dans les colonies américaines . Devenu adulte, il rachète sa liberté et celle de sa famille – sa femme Meg et leurs enfants Hannah, Solomon et Cuff. Son histoire a été documentée et publiée par un professeur d'école, avec qui il a parlé dans sa vieillesse.
- Les Vestmenn (« Hommes de l'Ouest » en vieux norrois, faisant référence aux Irlandais) étaient un groupe d'esclaves irlandais amenés en Islande par Hjörleifr Hróðmarsson, l'un des premiers colons nordiques de la région. Il les a maltraités, ils l'ont tué et se sont enfuis vers un groupe d'îles au large. Ingólfur Arnarson, le frère de sang de Hjörleifur, a traqué les esclaves en fuite et les a tous tués. Bien que leurs noms individuels soient inconnus, leur souvenir perdure dans la géographie islandaise, les îles où ils cherchaient refuge étant connues jusqu'à présent sous le nom de « Vestmannaeyjar » : « îles des Hommes de l'Ouest » (c'est-à-dire des Irlandais).
- Vincent de Paul (1581-1660), prêtre français vénéré comme saint dans l'Église catholique. Il fut fait prisonnier par des pirates turcs, vendu comme esclave et libéré en 1607[151].
- Vindicius, un ancien esclave romain qui a découvert le complot de Tarquin pour reprendre le pouvoir.
- Vibia Calybeni, une affranchie de la fin de l'Empire romain qui, de manière inhabituelle, s'est nommée madame sur sa pierre tombale[152].
- Virginia Boyd, une esclave américaine dont la lettre à RC Ballard, plaidant pour ne pas être vendue avec ses enfants à des étrangers, a été conservée. Ballard s'était engagé à la faire vendre à la demande du juge Samuel Boyd, le père des enfants, pour cacher son existence à sa famille.
- Violet Ludlow, une Américaine vendue comme esclave à plusieurs reprises malgré ses affirmations comme étant une femme blanche libre[44].
- Virginia Demetricia (1842-après 1867), une esclave d'Aruba connue comme une héroïne de la résistance contre l'esclavage.
- Vitalis, ancien esclave romain. Une épigraphe décrit un garçon esclave, Iucundus, comme le fils de Gryphus et Vitalis[66].
- Volumnia Cytheris, une esclave puis affranchie de la Rome antique. Actrice et courtisane, ses amants comprenaient Brutus, Mark Antony et Cornelius Gallus ; son rejet de Gallus a fourni le thème de la dixième Églogue de Virgile[153].

## W

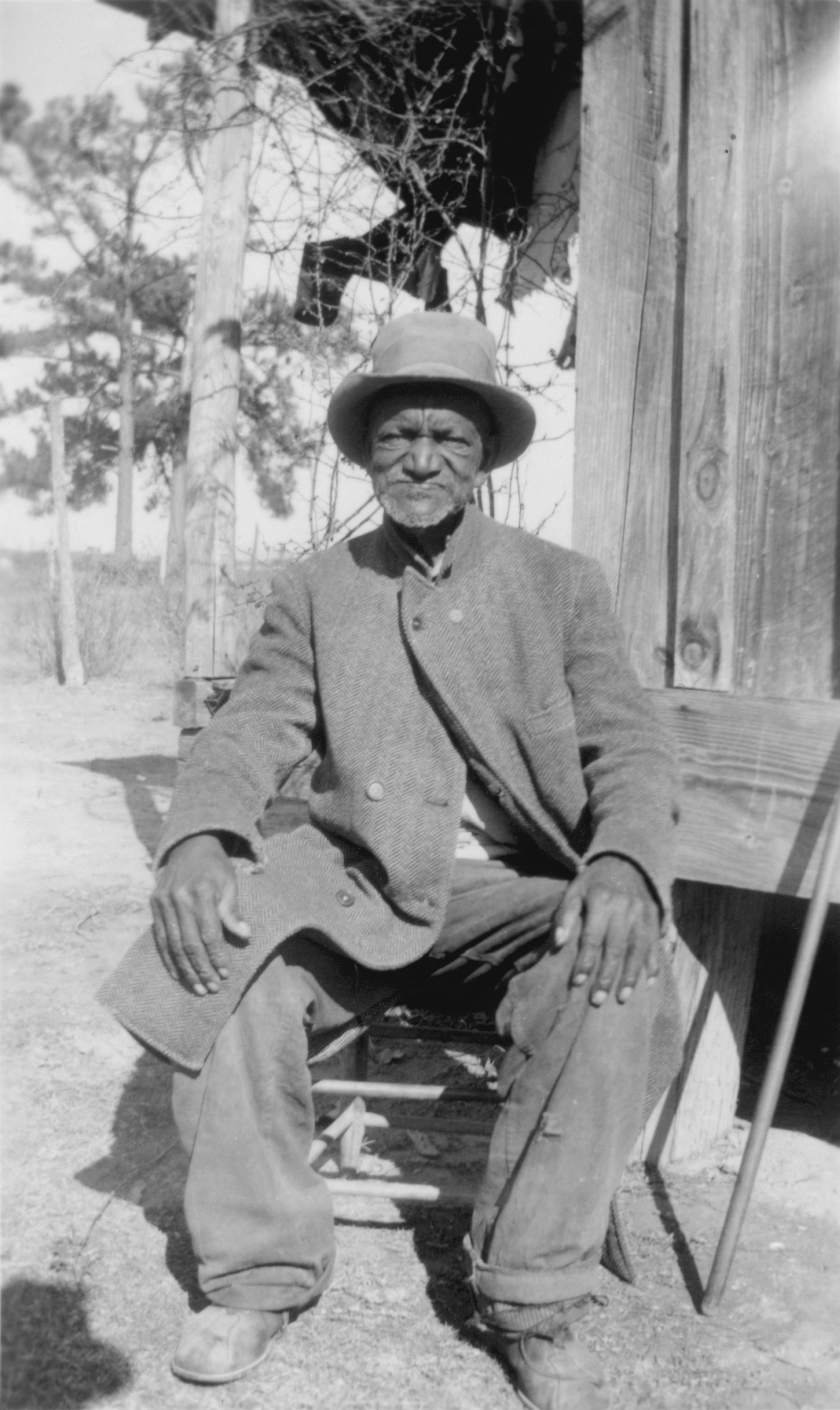
Photographie de Wes Brady, ex-esclave, prise à Marshall, Texas, en 1937 dans le cadre de la collection narrative sur les esclaves du Federal Writers' Project.

- Wes Brady (né en 1849), de Marshall, Texas, a été inclus dans la collection narrative des esclaves du Federal Writers' Project .
- West Ford (vers 1784-1863), réduit en esclavage par George Washington et servit comme gardien à Mount Vernon . Il prétend être le fils biologique de Washington.
- William Ansah Sessarakoo (vers 1736-1770), prince africain victime de la traite transatlantique des esclaves, fut libéré, puis devint lui-même marchand d'esclaves.
- William Beverly Nash (1822-1888), sénateur de l'État de Caroline du Nord.
- William Ellison (1790-1861), un esclave métis qui, après avoir obtenu sa liberté, devint lui-même propriétaire d'esclaves, produisant du coton.
- William Gardner (né en 1759), un homme réduit en esclavage par James Madison que Madison a vendu sous contrat pendant sept ans avant de s'émanciper et de travailler comme agent marchand.
- William (1824-1900) et Ellen Craft (1826-1891), un couple d'esclaves mariés de Macon, en Géorgie, dont l'audacieuse fuite vers le Nord en 1848 en a fait l'un des fugitifs les plus célèbres de l'esclavage du pays.
- William Harvey Carney (1840-1908), soldat pendant la guerre civile américaine qui a reçu la Médaille d'honneur après son évasion de l'esclavage.
- William Henry, surnommé « Jerry », un homme qui a échappé à l'esclavage dans le Missouri mais a été arrêté à Syracuse, New York en 1851 avant d'être sauvé par les abolitionnistes de son extradition en vertu de la loi sur les esclaves fugitifs .
- William A. Jackson, homme réduit en esclavage par Jefferson Davis qui a fui en 1861 avec des renseignements militaires détaillés et considérables sur les forces confédérées.
- William Andrew Johnson, métis américain réduit en esclavage par le président Andrew Johnson, fils de Dolly Johnson[61].
- William D. Gibbons (1825-1886), domestique esclave ; est devenu ministre baptiste africain après l'émancipation.
- William Dorsey Swann (1860-1925), né esclave dans le Maryland, devint plus tard un militant LGBT et la première personne connue à s'identifier comme drag queen[154].
- William Jones était un esclave acquis par Ulysses S. Grant auprès de son beau-père en 1858. Jones avait alors trente-cinq ans[155],[156]. Même si Grant n'était pas un abolitionniste, il n'était pas considéré comme un « esclavagiste » et ne pouvait pas se résoudre à forcer un esclave à travailler[157]. En mars 1859, Grant libéra William par un acte de manumission, d'une valeur potentielle d'au moins 1 000 $, lorsque Grant avait besoin d'argent. [206][158] Le cas de William Jones a reçu beaucoup d'attention de la part des historiens et est utilisé dans les débats sur l'attitude de Grant à l'égard de l'esclavage.
- William Lee (1750-1828), un homme réduit en esclavage par George Washington qui lui servit de serviteur personnel pendant la guerre d'indépendance américaine et fut la seule personne libérée de l'esclavage par la volonté de Washington.
- William Okeley Anglais réduit en esclavage par des pirates algériens.
- William Wells Brown (vers 1814-1884), écrivain afro-américain, évadé de l'esclavage en 1834[159].
- Wilson Chinn Afro-Américain figurant sur une photographie de 1863 comme « esclave marqué »
- Wulfstan, un homme réduit en esclavage dans l'Angleterre anglo-saxonne, ainsi que ses deux fils et sa belle-fille. Ils furent libérés par la volonté de sa maîtresse Æthelgifu[58].
- Wu Rui (吳瑞), un eunuque asservi du XVe siècle dans ce qui est aujourd'hui le Vietnam . Il était le plus jeune des treize Chinois de Wenchang dont le navire a dévié de sa route et qui ont ensuite été réduits en esclavage par la dynastie Lê . Comme le rapporte le Ming Shi-lu, ses compagnons furent nommés ouvriers agricoles tandis que Wu Rui fut castré et devint serviteur à la citadelle impériale de Thang Long . Après des années de service, il fut promu à la mort du dirigeant vietnamien en 1497 à un poste militaire dans le nord du Vietnam. Un soldat lui a parlé d'une voie de fuite vers la Chine et Wu Rui s'est enfui à Longzhou . Le chef local envisageait de le revendre aux Vietnamiens, mais Wu fut secouru par le magistrat de Pingxiang puis envoyé à Pékin pour travailler comme eunuque au palais.
- Wyatt Lee (vers 1822-1863), premier mari du Dr Rebecca Davis Lee Crumpler . Il a échappé à l'esclavage en Virginie .

## X
- Xénon, esclave et banquier athénien[42].
- Xing était l'épouse principale de Gaozong, le frère de Qinzong, empereur chinois de la dynastie Song . En 1127, la capitale de Kaifeng fut capturée par les Jurchen pendant la guerre Jin-Song, et Xing faisait partie des plus de 3 000 personnes capturées et exilées en Mandchourie lors de ce qu'on appela l' incident de Jingkang . Xing faisait partie des épouses impériales, des concubines, des femmes du palais et des eunuques qui furent capturés et distribués parmi les Jurchen comme esclaves[160]. Le mari de Xing, Gaozong, qui a évité d'être capturé, est devenu le nouvel empereur et a déclaré Xing impératrice par contumace, mais n'a pas pu la libérer. Elle resta en captivité où elle était convoitée par ses ravisseurs, tenta de se suicider pour échapper aux abus mais échoua, et mourut en captivité en 1139[161].

## Y
- Yaqut al-Hamawi (1179-1229), biographe et géographe arabe connu pour ses écrits encyclopédiques sur le monde musulman. Il a été vendu comme esclave dans la Syrie du XIIe siècle et emmené à Bagdad, mais a reçu une bonne éducation puis a été libéré.
- Yasār, un chrétien du VIIe siècle qui avait été capturé lors d'une campagne de Khalid ibn al-Walid, un compagnon du prophète Mahomet. Yasār fut emmené à Médine et devint l'esclave de Qays ibn Makhrama ibn al-Muṭṭalib ibn ʿAbd Manāf ibn Quṣayy. Il accepta l'Islam, fut affranchi et devint son mawlā, acquérant ainsi la nisbat al-Muṭṭalibī. Il a eu trois fils – Mūsā, ʿAbd al-Raḥmān et Isḥāq. Son petit-fils, Ibn Ishaq, est devenu un des premiers historiens arabes importants.
- Yasuke, un Africain du XVIe siècle qui s'est rendu au Japon au service du missionnaire jésuite Alessandro Valignano. Donné à Oda Nobunaga, Yasuke devint un confident du daimyō et reçut le statut officiel de serviteur de confiance.
- York (1770-avant 1832), un Afro-Américain réduit en esclavage par William Clark, qui faisait partie de l' expédition Lewis et Clark .

## Z

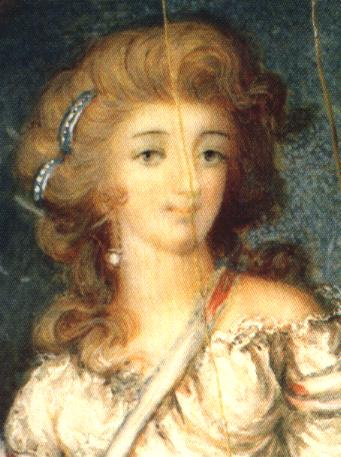
Zofia Potocka

- Zalmoxis, un Dace asservi par Pythagore sur l'île de Samos, selon Hérodote . Zalmoxis a appris la philosophie auprès de son propriétaire et d'autres sages Grecs. Finalement, il fut libéré, rassembla d'énormes richesses et retourna dans son pays natal, où il convertit les Thraces à ses croyances, fut grandement vénéré pour sa sagesse et, dans les générations suivantes, il devint vénéré comme un dieu[162].
- Zayd ibn Haritha (vers 581-629), donné à l'épouse de Muhammad, Khadijah, libéré, adopté et est devenu connu sous le nom de Zayd ibn Muhammad.
- Ziryab (789-857), également connu sous le nom d' Abul-Hasan Ali Ibn Nafí, chanteur, musicien et mathématicien musulman connu pour avoir introduit la culture de l'asperge en Europe.
- Zoé, une martyre chrétienne.
- Zofia Potocka (1760-1822), une courtisane esclave gréco-ottomane qui devint comtesse polonaise par mariage.
- Zumbi (1655-1695), réduit en esclavage au Brésil portugais, s'est échappé et a rejoint le Quilombo dos Palmares, la plus grande colonie d'esclaves en fuite jamais créée dans le Brésil colonial, devenant ainsi son dernier et le plus célèbre dirigeant.
- Zunairah al-Rumiya ( arabe : زنيرة الرومية, Zaneerah le Romain ) (d'autres translittérations incluent Zaneera, Zannirah, Zanira ou dans certaines sources Zinra ou Zinnirah) était un compagnon du prophète Mahomet .